# Список померлих 2018 року
Це список енциклопедично значущих людей, що померли 2018 року, упорядкований за датою смерті. Під кожною датою розміщено перелік осіб у алфавітному порядку за прізвищем або псевдонімом. Тут також зазначено дати смерті значущих тварин та інших біологічних форм життя.
Типовий запис містить інформацію в такій послідовності:
- Ім'я, вік, країна громадянства і рід занять (причина значущості), встановлена причина смерті і посилання.

Інструменти пошуку в новинах: google [Архівовано 31 грудня 2021 у Wayback Machine.], meta [Архівовано 31 грудня 2021 у Wayback Machine.], yandex.

## Грудень

### 31 грудня
- Пітер Томпсон, 76, англійський футболіст, півзахисник (про смерть оголошено в цей день).

### 30 грудня
- Ектор Тімерман, 65, аргентинський дипломат, правозахисник, журналіст, редактор. Міністр закордонних справ Аргентинської республіки (2010—2015). [Архівовано 31 грудня 2018 у Wayback Machine.]

### 29 грудня
- Горєлов Лев Миколайович, 96, радянський воєначальник, генерал-лейтенант.
- Коваль Петро Андрійович, 73, український оперний співак, баритон, педагог, заслужений артист України. [Архівовано 30 грудня 2018 у Wayback Machine.] [Архівовано 30 грудня 2018 у Wayback Machine.]

### 28 грудня
- Абделмалік Бенхабілус, 97, алжирський політик, тимчасовий президент (1992). [Архівовано 1 січня 2019 у Wayback Machine.]
- Зимін Євген Володимирович, 71, радянський хокеїст, що грав на позиції крайнього нападника. [Архівовано 28 грудня 2018 у Wayback Machine.]
- Амос Оз, 79, ізраїльський романіст, новеліст та есеїст. Рак. [Архівовано 28 грудня 2018 у Wayback Machine.]
- Фудзіта Тосіко, 68, японська сейю, акторка, співачка і радіоведуча. [Архівовано 29 грудня 2018 у Wayback Machine.]

### 26 грудня
- Венді Бекетт, 88, англійська монахиня, історикиня мистецтва. [Архівовано 26 грудня 2018 у Wayback Machine.]
- Рой Глаубер, 93, американський фізик-теоретик. Лауреат Нобелівської премії з фізики за 2005 рік. [Архівовано 28 грудня 2018 у Wayback Machine.]
- Джон Калвер, 86, американський політик-демократ, письменник і юрист.

### 25 грудня
- Ненсі Роман, 93, американська астрономка, одна з перших жінок-керівниць у НАСА.

### 24 грудня
- Матвєєв Дмитро Миколайович, 65, радянський і російський актор кіно та дубляжу.

### 22 грудня

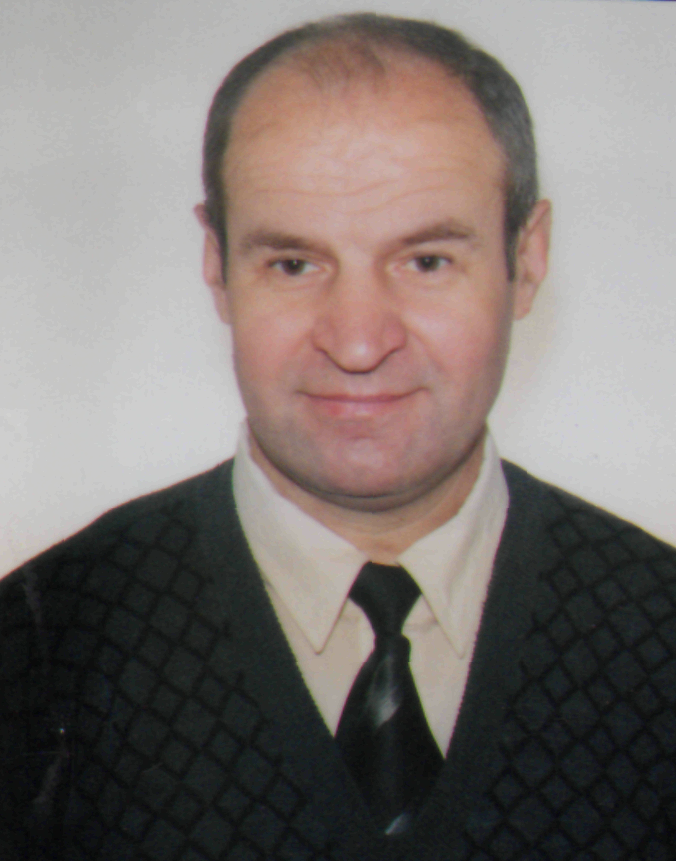
український науковець Анатолій Гузій

- Педді Ашдаун, 77, британський політик, лідер ліберальних демократів у 1988—1999, дипломат, Верховний представник щодо Боснії й Герцеговини (2002—2006).
- Гузій Анатолій Ількович, 61, академік Лісівничої академії наук України, завідувач кафедри експлуатації лісових ресурсів Житомирського національного агроекологічного університету, доктор сільськогосподарських наук, професор.
- Роберто Суасо Кордова, 91, президент Гондурасу (1982—1986).

### 21 грудня
- Сілецький Віктор Петрович, 68, український аграрій, Герой України, Заслужений працівник сільського господарства України, багаторічний керівник агрофірми радгоспу «Білозерський», депутат Херсонської облради (2006—2010).

### 20 грудня
- Клаус Гагеруп, 72, норвезький письменник, актор, режисер. [Архівовано 21 грудня 2018 у Wayback Machine.]

### 18 грудня
- Казімеж Куц, 89, польський режисер кіно, телебачення та театру, кіносценарист.
- Ластівка Петро Трохимович, 96, український радянський актор, літератор. Заслужений артист УРСР (1972), Народний артист УРСР (1980).

### 16 грудня
- Мельник Петро Володимирович, 61, колишній ректор Податкової академії в Ірпені. Був підозрюваним у корупції в 2013 році.

### 15 грудня
- Гирмен Вольд-Гіоргіс Лука, 93, президент Ефіопії (2001—2013).
- Ерюе Хе, 73, китайський письменник.

### 12 грудня
- Ірадж Данаїфард, 67, іранський футболіст, що грав на позиції півзахисника.
- Ференц Коша, 81, угорський кінорежисер і сценарист.

### 10 грудня
- Кудін В'ячеслав Олександрович, 93, український кінознавець, філософ, заслужений працівник культури України (1968).

### 9 грудня
- Ріккардо Джакконі, 87, американський астрофізик італійського походження, лауреат Нобелівської премії з фізики 2002 року.
- Захарія Олександр Миколайович, 71, український науковець, кандидат хімічних наук[1], загинув у ДТП.

### 8 грудня

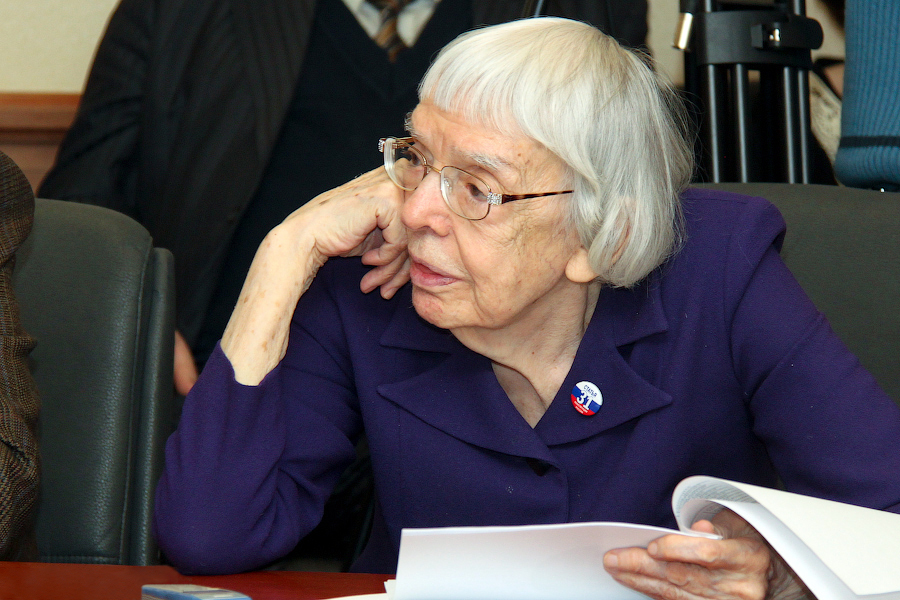
російська громадська діячка, учасниця правозахисного руху в СРСР і Росії Людмила Алексєєва у 2011 році

- Алексєєва Людмила Михайлівна, 91, російська громадська діячка, учасниця правозахисного руху в СРСР і Росії[2].
- Мельничук Тарас Русланович, 27, український актор театру та телебачення[3].

### 7 грудня
- Белісаріо Бетанкур Куартас, 95, Президент Колумбії (1982—1986).
- Луїджі Радіче, 83, італійський футболіст, захисник, футбольний тренер.

### 6 грудня
- Любиша Георгиєвський, 81, македонський театральний режисер, письменник, політик, дипломат, колишній голова Зборів Північної Македонії.
- Гладуш Іван Дмитрович, 89, український державний діяч, Міністр внутрішніх справ Української РСР (1982—1990), генеральний директор Національного музею «Чорнобиль».
- Юнак Михайло Михайлович, 72, заслужений майстер спорту СРСР, заслужений тренер, дворазовий чемпіон світу з боротьби самбо у ваговій категорії до 62 кг (1973, 1975 рр).  [Архівовано 9 грудня 2018 у Wayback Machine.]

### 5 грудня
- Герег Іван Дмитрович, 74, радянський футболіст, захисник, відомий виступами за «Карпати» (Львів), володар Кубка СРСР (1969).
- Голіков Артур Павлович, 80, доктор географічних наук, академік АН ВШ України, заслужений діяч науки і техніки України.
- Захарченко Василь Іванович, 82, український письменник, лауреат Національної премії України імені Тараса Шевченка[4].
- Калиниченко Володимир Григорович, 83, російський поет, прозаїк, публіцист, почесний член Національної спілки фотохудожників України, лауреат Міжнародної премії імені Володимира Винниченка.
- Рушковський Микола Миколайович, 93, радянський і український актор театру і кіно, театральний педагог, лауреат Державної премії України ім. Тараса Шевченка (1983).

### 4 грудня
- Гриневич Юрій Вікторович, 46, український режисер-мультиплікатор, режисер та директор Одеської Студії Мультиплікації. [Архівовано 5 грудня 2018 у Wayback Machine.]
- Ніколоз Руруа, 50, грузинський державний діяч, міністр культури Грузії (2008—2012).

### 3 грудня
- Маркус Байєр, 47, триразовий чемпіон світу з боксу[5].
- Бітов Андрій Георгійович, 81, російський письменник — нон-комформіст, один із засновників російського постмодернізму в літературі.
- Ґабріель Валентін де Робер, 114, французька супердовгожителька.
- Альбер Фрер, 92, бельгійський мільярдер, найбагатша людина Бельгії. [Архівовано 9 грудня 2018 у Wayback Machine.]

### 1 грудня
- Кен Беррі[en], 85, американський актор, танцюрист та співак[6].
- Паулс Путніньш, 81, латвійський драматург, публіцист, громадський і державний діяч.

## Листопад

### 30 листопада

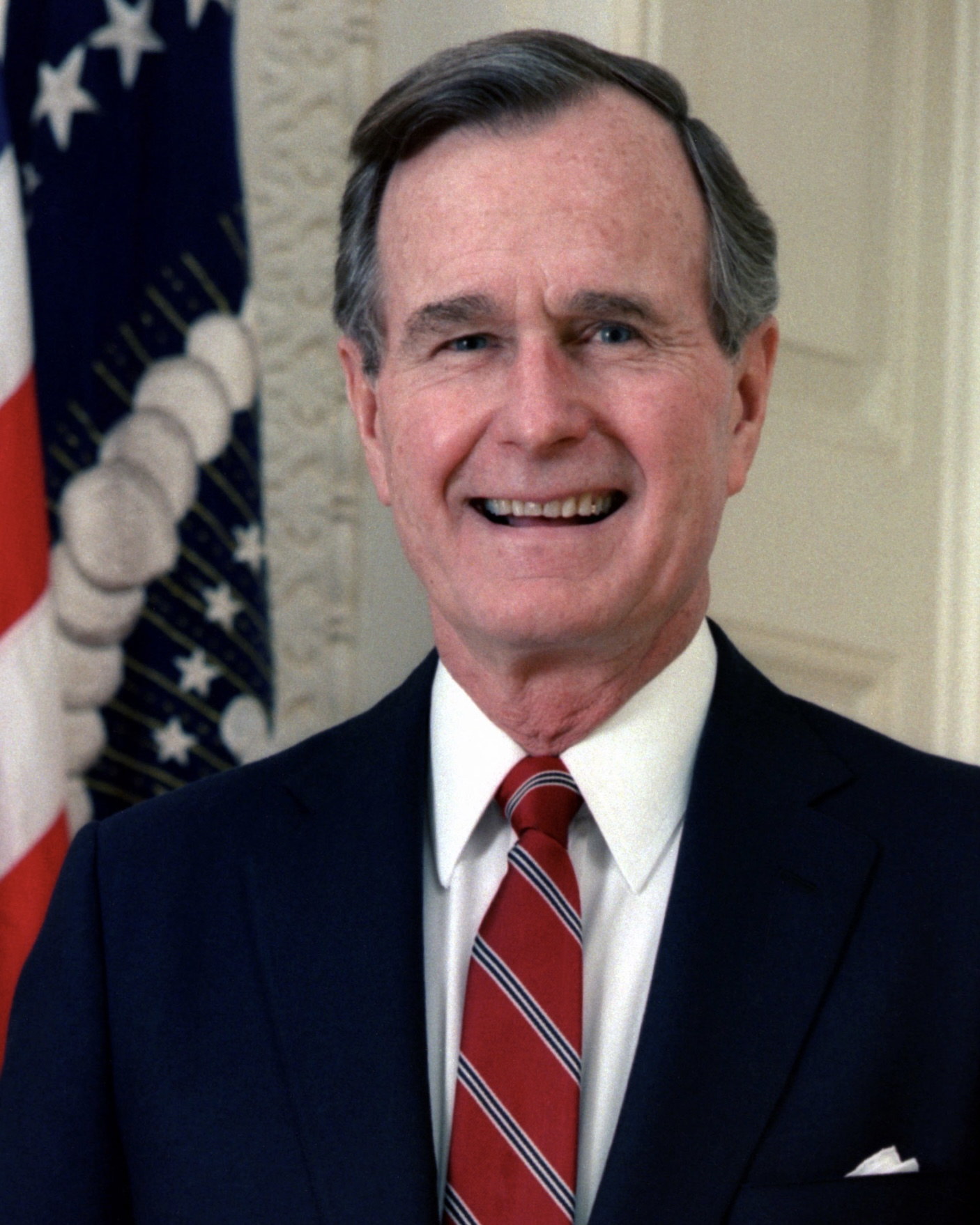
41-й президент США Джордж Буш — старший у 1989 році

- Джордж Буш — старший, 94, 41-й президент США (1989—1993), республіканець, батько 43-го президента США Джорджа Буша-молодшого[7].

### 29 листопада

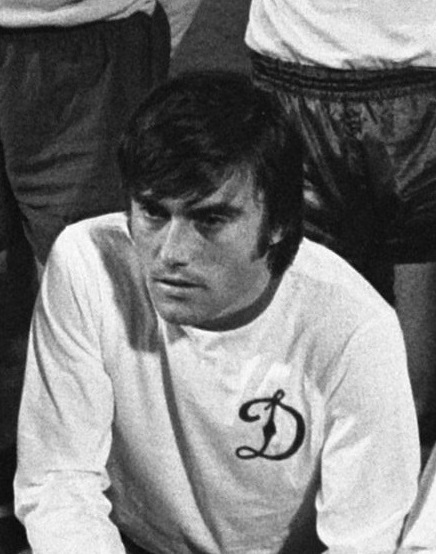
радянський та український футболіст Віктор Матвієнко у 1975 році

- Ель Давид Мойсейович, 89, почесний Голова Духовного Управління релігійних організацій караїмів України.
- Матвієнко Віктор Антонович, 70, радянський та український футболіст, що грав на позиції захисника, тренер.

### 26 листопада

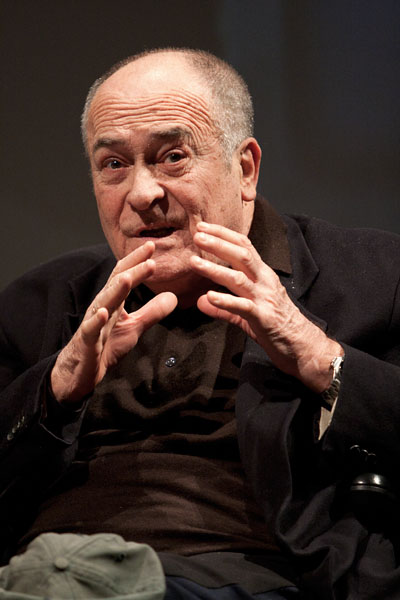
італійський кінорежисер та сценарист Бернардо Бертолуччі

- Безчастнов Ігор Михайлович, 94, архітектор, кандидат архітектури, член-кореспондент Української Академії Архітектури.
- Бернардо Бертолуччі, 77, італійський кінорежисер та сценарист, лауреат премії «Оскар» («Останній імператор»). [Архівовано 26 листопада 2018 у Wayback Machine.]
- Стівен Хілленбург, 57, американський аніматор та морський біолог, відомий створенням Губки Боба.

### 25 листопада

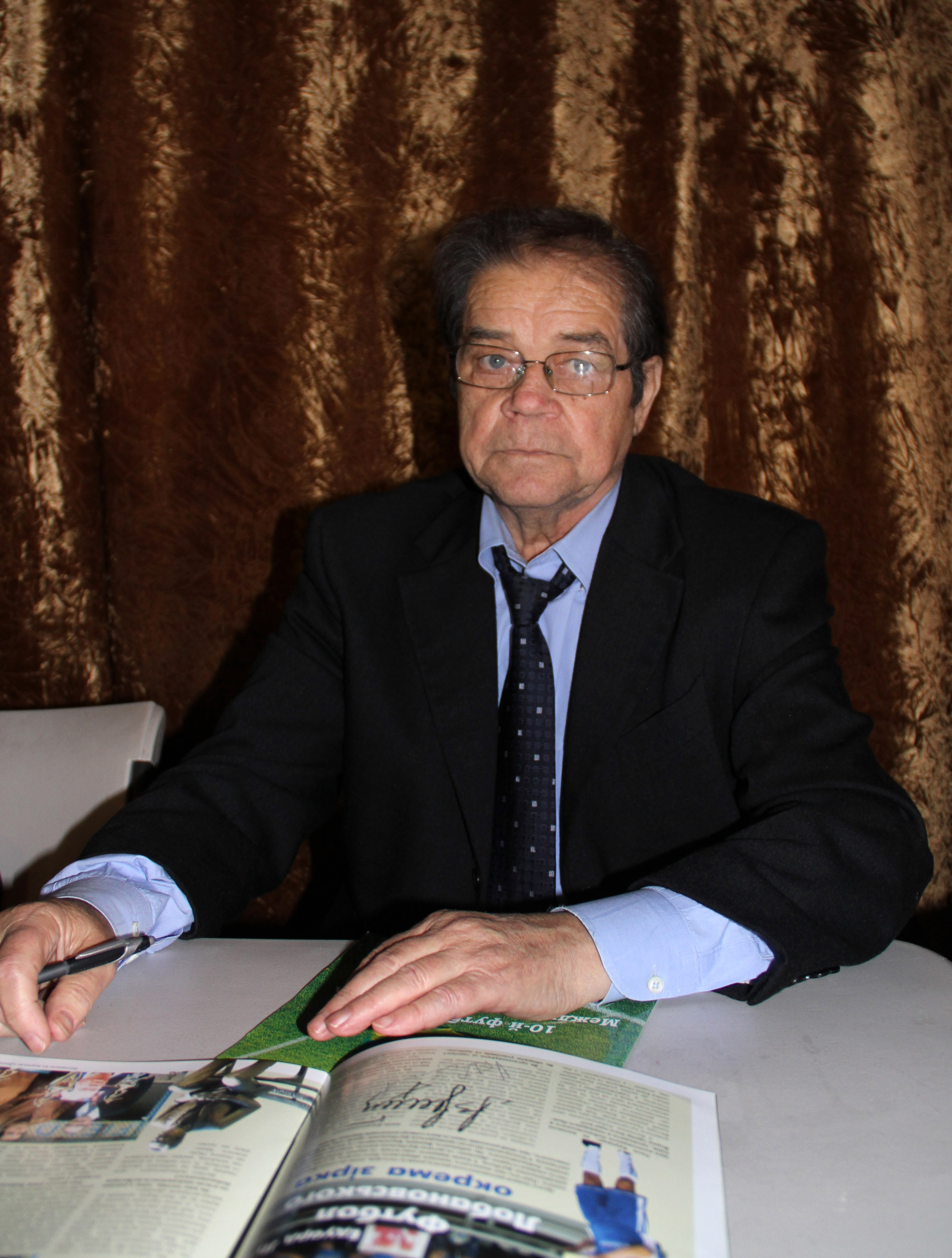
український радянський футболіст Віктор Каневський

- Каневський Віктор Ізраїльович, 82, колишній український радянський футболіст, нападник, чемпіон СРСР в складі київського «Динамо», гравець збірної СРСР; тренер. [Архівовано 26 листопада 2018 у Wayback Machine.]
- Міняйло Віктор Олександрович, 99, український письменник.

### 24 листопада
- Саїда Гунба, 59, радянська легкоатлетка, олімпійська медалістка.

### 22 листопада
- Рудий Олексій Миколайович, 66, радянський і російський геоморфолог, гляціолог, географ, дійсний член Російського географічного товариства.
- Шовкун Віктор Йосипович, 78, український перекладач, письменник і літературний критик[8].

### 21 листопада
- Коробов Ігор Валентинович, 62, російський воєначальник, начальник Головного розвідувального управління Генерального штабу Збройних Сил РФ, заступник начальника Генерального штабу Збройних Сил РФ, Герой Російської Федерації (2017).

### 20 листопада
- Аарон Клуг, 92, британський і південноафриканський біохімік. Лауреат Нобелівської премії з хімії (1982). [Архівовано 22 листопада 2018 у Wayback Machine.]
- Еймунтас Някрошюс, 65, литовський театральний режисер.

### 19 листопада
- Блінов Євген Григорович, 93, балалаєчник, заслужений артист України (1960), заслужений діяч мистецтв Росії (1974), народний артист Росії (1974), професор, педагог та диригент.
- Корунець Ілько Вакулович, 96, український перекладач, літературний критик, мовознавець. [Архівовано 20 листопада 2018 у Wayback Machine.]
- Садловський Юрій Іванович, 48, український поет, літературознавець і перекладач. [Архівовано 19 листопада 2018 у Wayback Machine.]

### 18 листопада
- Ед Іванко, 80, канадський актор і співак, що став українським греко-католицьким священиком. [Архівовано 24 листопада 2018 у Wayback Machine.]

### 17 листопада
- Осін Євген Вікторович, 54, російський співак. [Архівовано 18 листопада 2018 у Wayback Machine.]
- Петриненко Діана Гнатівна, 88, українська співачка (сопрано), Народна артистка СРСР (1975), лауреатка Державної премії України імені Т. Г. Шевченка (1972).
- Фальц-Фейн Едуард, 106, підприємець, меценат, племінник засновника заповідника «Асканія-Нова» Фрідріха фон Фальц-Фейна.

### 16 листопада
- Вільям Голдман, 87, американський сценарист і письменник, лауреат премії «Оскар» (1970, 1977). [Архівовано 17 листопада 2018 у Wayback Machine.]

### 15 листопада
- Рой Кларк, 85, американський кантрі-музикант та співак[9].

### 14 листопада
- Ева Гата (Коссак Ольга Святославівна), 60, українська письменниця і математикиня, кандидатка фізико-математичних наук.
- Пушкар Андрій Анатолійович, 33, український спортсмен-рукоборець, тренер, багаторазовий чемпіон України, Європи та світу. [Архівовано 14 листопада 2018 у Wayback Machine.]
- Рольф Хоппе, 87, німецький актор.
- Сергій Юртайкін, 91, радянський та російський актор театру та кіно[10].

### 13 листопада
- Кетрін (Скотті) Мак-Грегор, 93, американська акторка («Маленький будиночок у преріях»).

### 12 листопада
- Стен Лі, 95, американський письменник, сценарист коміксів, творець Людини-павука та багатьох інших супергероїв компанії Marvel Comics.

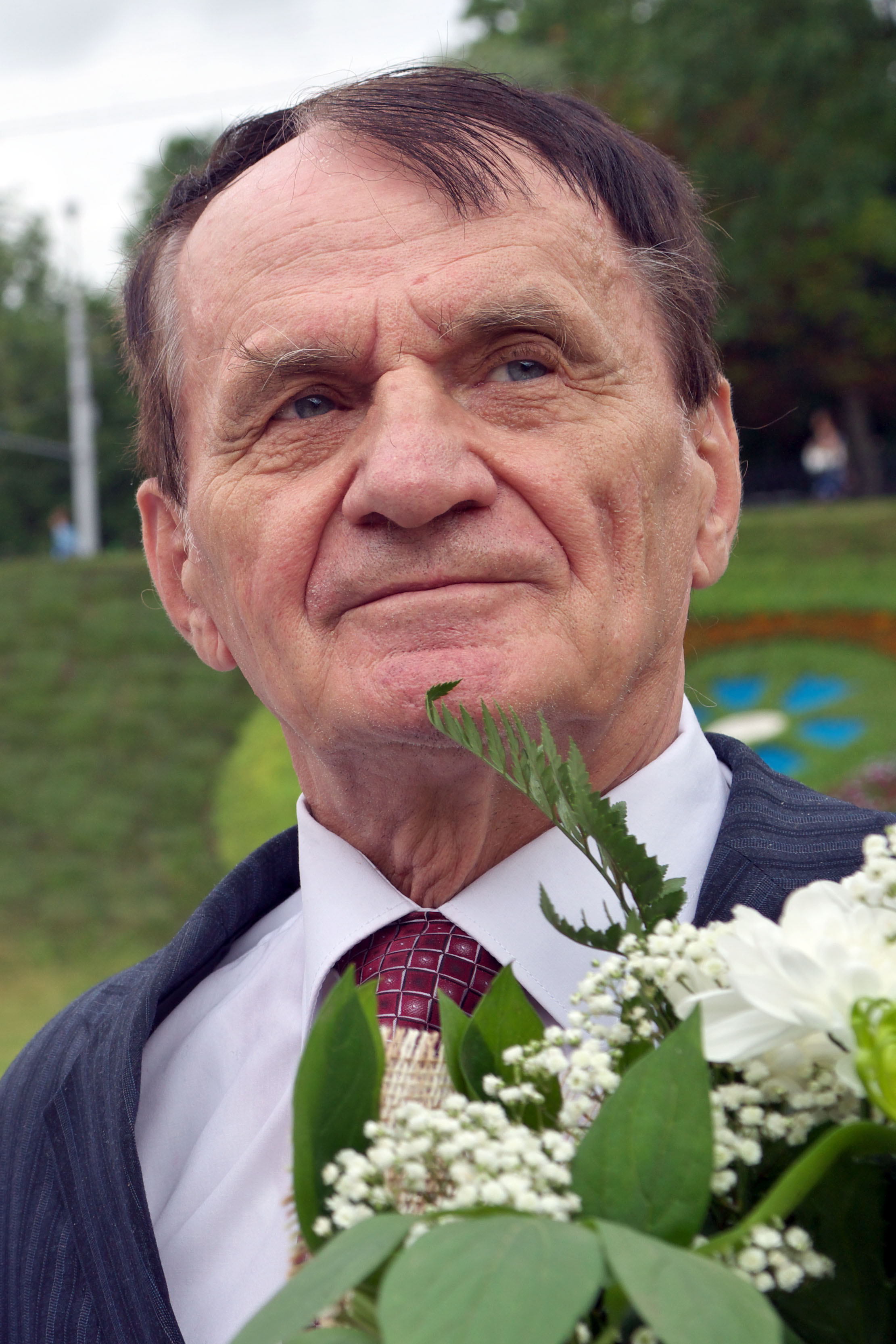
білоруський композитор Ігор Лученок

- Лученок Ігор Михайлович, 80, білоруський композитор, професор, Народний артист СРСР (1987), голова спілки композиторів Білорусі (1980—2018).

### 10 листопада

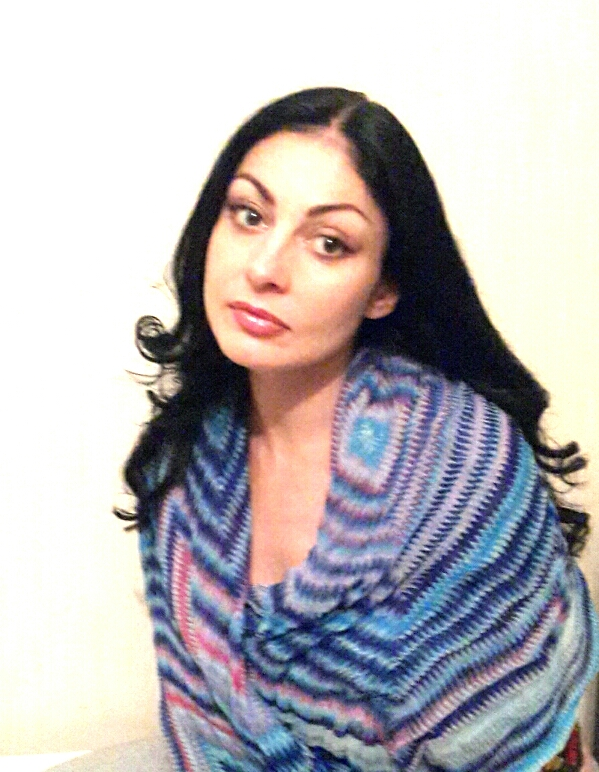
українська театральна та кіноакторка Юлія Волчкова

- Волчкова Юлія Вадимівна, 44, українська театральна та кіноакторка[11].

### 9 листопада
- Ахроменко Владислав Ігорович, 53, білоруський прозаїк, кіносценарист, драматург.
- Зимовець Віталій Андрійович, 79, радянський і український кінооператор, Заслужений діяч мистецтв України (2003).

### 8 листопада
- Босак Микола Володимирович, 70, український прозаїк, дослідник творчості і біографії Миколи Гоголя. [Архівовано 9 листопада 2018 у Wayback Machine.]

### 7 листопада
- Франсіс Ле, 86, французький композитор, співак, акордеоніст, лауреат премії «Оскар» (Історія кохання, 1970).

### 6 листопада
- Нетреба Діна Свиридівна, 83, українська краєзнавиця, засновниця і керівниця макарівського районного історико-краєзнавчого клубу «Пошук».

### 5 листопада
- Колобич Зенон Федорович, 64, Народний артист України, художній керівник та головний балетмейстер Народного ансамблю танцю «Горицвіт» Львівського національного медичного університету.

### 4 листопада
- Гандзюк Катерина Вікторівна, 33, українська політична і громадська діячка, національна волонтерка ООН, громадська активістка у сфері доступу до публічної інформації[12]. Вбивство.
- Ткач Сергій Федорович, 66, серійний вбивця, який ґвалтував та вбивав дівчат та молодих жінок з 1980 до 2005 року.

### 2 листопада
- Роберт Тафт, 86, американський священик-єзуїт, богослов і літургіст, дослідник східно-християнських літургійних обрядів і традицій. [Архівовано 3 листопада 2018 у Wayback Machine.]
- Раймонд Чоу, 91, гонконгзький продюсер, засновник кінокомпанії «Golden Harvest» (спільно з Леонардом Хо).

### 1 листопада
- Варданян Юрій Норайрович, 62, радянський важкоатлет, чотириразовий чемпіон СРСР, п'ятикратний чемпіон Європи, семиразовий чемпіон світу, чемпіон Олімпійських ігор (1980).
- Наулко Всеволод Іванович, 84, український етнограф, доктор історичних наук, професор, член-кореспондент Національної академії наук України, Заслужений працівник освіти України.

## Жовтень

### 31 жовтня

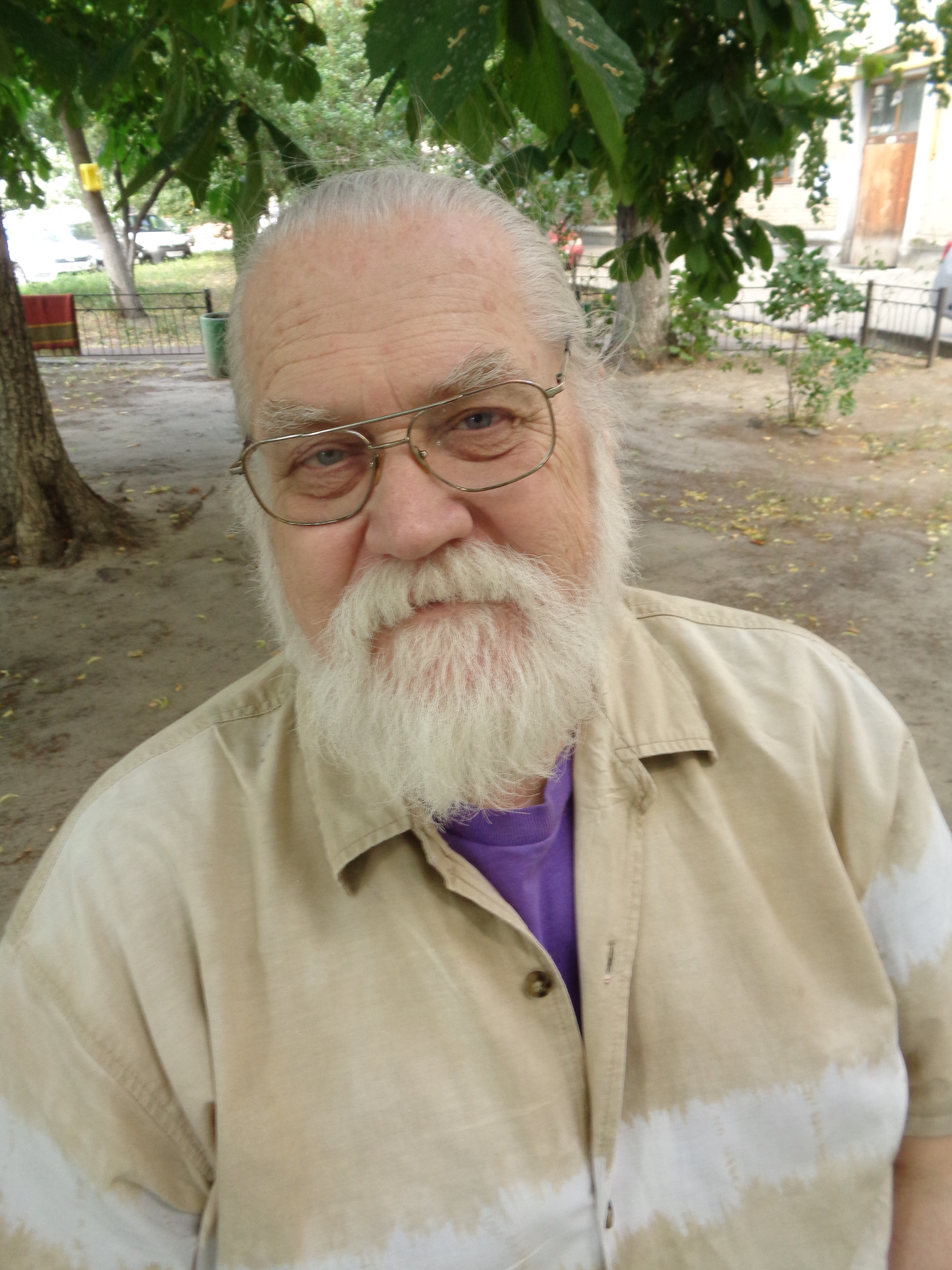
український письменник, сценарист, драматург Богдан Жолдак

- Жолдак Богдан Олексійович, 70, український письменник, сценарист, драматург. [Архівовано 31 жовтня 2018 у Wayback Machine.]
- Митницький Едуард Маркович, 87, український режисер. Народний артист України (1988), Народний артист Росії.

### 30 жовтня
- Вайті Балджер, 89, американський злочинець, лідер кримінального угруповання Winter Hill (1970-1980-і).
- Давид Азулай, 64, ізраїльський політик, депутат кнесета, заступник міністра внутрішніх справ у двадцять дев'ятому уряді Ізраїлю.

український поет Євген Гудима

- Гудима Євген Петрович, 77, педагог, поет.
- Еріка Марінгер, 93, австрійська гірськолижниця, олімпійська медалістка.
- Цзінь Юн, 94, китайський письменник-романіст, журналіст, підприємець, політичний критик, громадський діяч.
- Черкаський Давид Янович, 87, український режисер-мультиплікатор, художник-мультиплікатор, сценарист, Заслужений діяч мистецтв України.

### 29 жовтня
- Кожух Ніна Федорівна, 73, українська радянська тренерка, доцентка кафедри водних видів спорту Національного університету фізичного виховання і спорту України.

### 27 жовтня
- Вішаї Шрівадданапрабха, 60, тайський мільярдер, засновник і генеральний директор мережі безмитних (duty free) крамниць «King Power».

### 26 жовтня

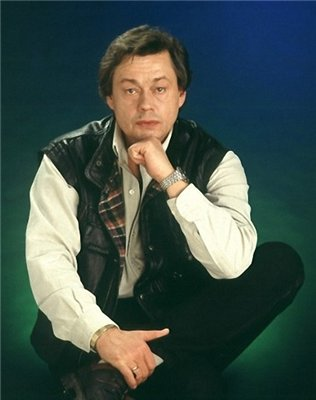
російський актор Микола Караченцов у 1990 році

- Караченцов Микола Петрович, 73, російський актор, Народний артист Російської РФСР (1989)[13].
- Лукеча Іван Миколайович, 69, український політик та промисловець, міський голова Мукачева (1992—1994).

### 24 жовтня
- Гладилін Анатолій Тихонович, 83, радянський і російський прозаїк і дисидент, емігрант. [Архівовано 25 жовтня 2018 у Wayback Machine.]
- Дурда Іван Йосипович, 91, лікар-хірург, кандидат медичних наук, громадський діяч.

### 23 жовтня
- Джеймс Карен, 94, американський характерний актор телебачення та кіно, театру на Бродвеї[14].

### 22 жовтня
- Будько Максим Юхимович, 85, краєзнавець.

### 21 жовтня
- Йокім Роннеберґ, 99, норвезький військовий діяч.
- Робер Форіссон, 89, французький академік, літературознавець, історик, письменник, ревізіоніст Голокосту.

### 20 жовтня

українська акторка, учасниця КВН, Дизель Шоу Марина Поплавська

- Вім Кок, 80, нідерландський політик, лідер Партії праці з 1986 по 2001 рік, прем'єр-міністр Нідерландів (1994—2002).
- Поплавська Марина Францівна, 48, учасниця КВК, акторка Дизель Шоу.

### 19 жовтня
- Осаму Сімомура, 90, японський та американський хімік, біохімік лауреат Нобелівської премієї з хімії 2008 року.

### 18 жовтня
- Бондаренко Сергій Анатолійович, 31, українсько-російський співак, учасник гурту «Нэнси», син Анатолія Бондаренка. [Архівовано 19 жовтня 2018 у Wayback Machine.]

### 16 жовтня
- Базилевич Олег Петрович, 80, радянський та український футболіст і тренер.
- Зорівчак Роксоляна Петрівна, 83, український філолог, перекладач. [Архівовано 16 жовтня 2018 у Wayback Machine.]
- Кривошеєв Марк Йосипович, 96, російський вчений, спеціаліст в галузі телебачення, академік Міжнародної академії зв'язку.
- Петренко Іван Миколайович, 46, український військовий льотчик, полковник. Загинув у катастрофі літака Су-27 під час міжнародних навчань[15]

### 15 жовтня

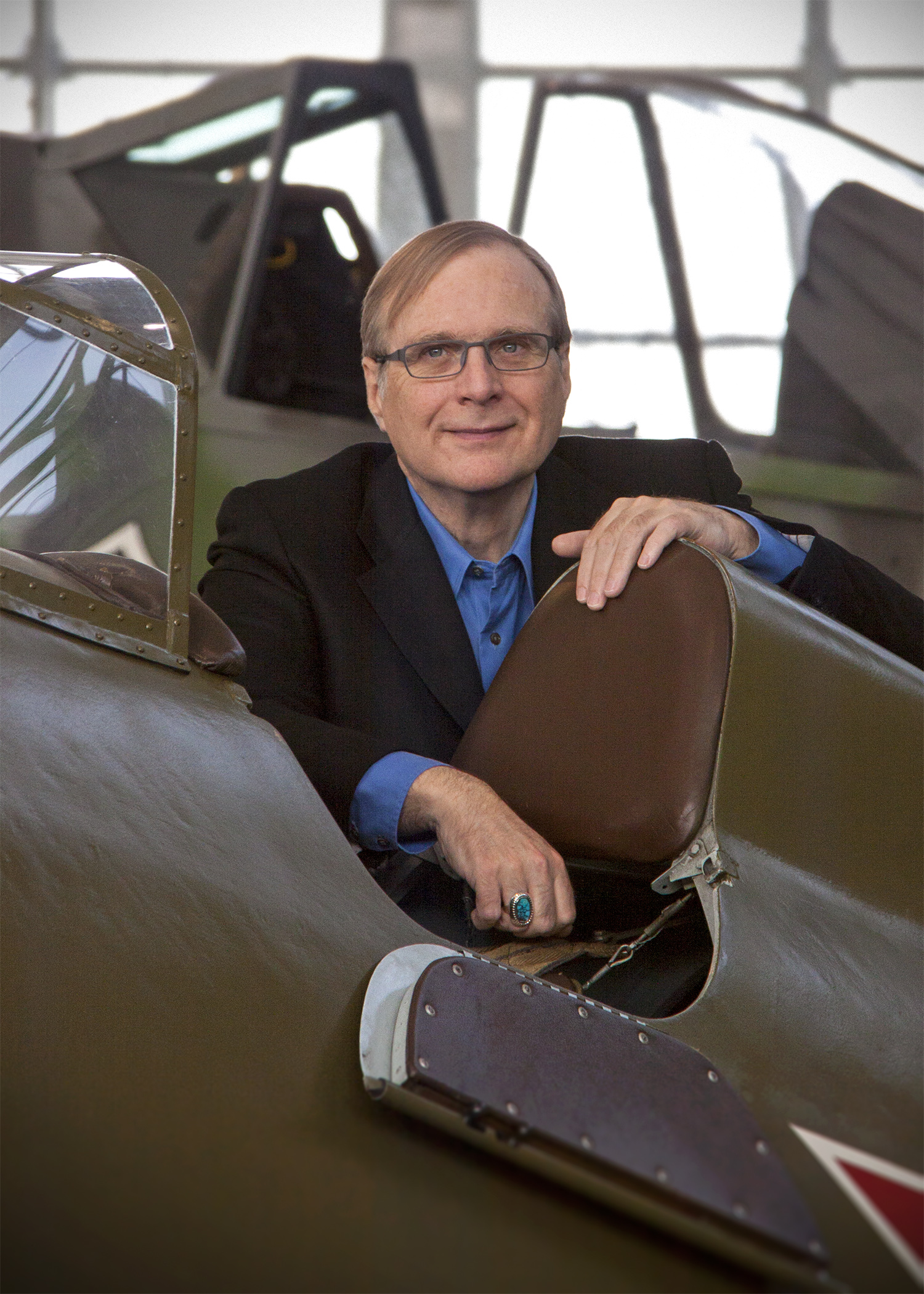
співзасновник корпорації «Майкрософт» Пол Аллен

- Пол Аллен, 65, співзасновник корпорації «Майкрософт», яку він разом з Біллом Гейтсом заснував в 1975 році.
- Пучинян Степан Пилипович, 90, радянський, російський кінорежисер, актор, сценарист і звукорежисер, Заслужений діяч мистецтв РРФСР (1991), Народний артист Росії (1997).

### 14 жовтня

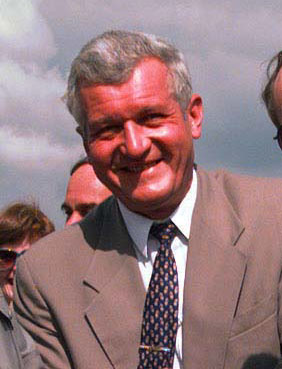
український політик Валерій Шмаров

- Мілена Дравич, 78, сербська актриса.
- Шмаров Валерій Миколайович, 74, український політик, віце-прем'єр-міністр України з питань військово-промислового комплексу (1993—1995), міністр оборони України (1994—1996)[16].

### 12 жовтня
- Лапшин Володимир Ілліч, 70, український фізик, фахівець з фізики плазми.

### 11 жовтня
- Фатос Арапі, 88, албанський поет, письменник, перекладач і журналіст, лауреат премії Золотий вінець за 2008 рік.
- Поль Андре, 80, французький архітектор.

### 10 жовтня
- Кузь Володимир Григорович, 80, доктор педагогічних наук, професор, дійсний член АПНУ.

### 9 жовтня
- Забзалюк Роман Омелянович, 58, український політик, Народний депутат України 5-го — 7-го скликань.
- Томас Стейц, 78, американський вчений-кристалограф, лауреат Нобелівської премії з хімії за 2009 рік.

### 8 жовтня
- Мюльберг Каліо Евальдович, 90, український кларнетист, професор, кандидат мистецтвознавства, Заслужений діяч мистецтв України.

### 6 жовтня

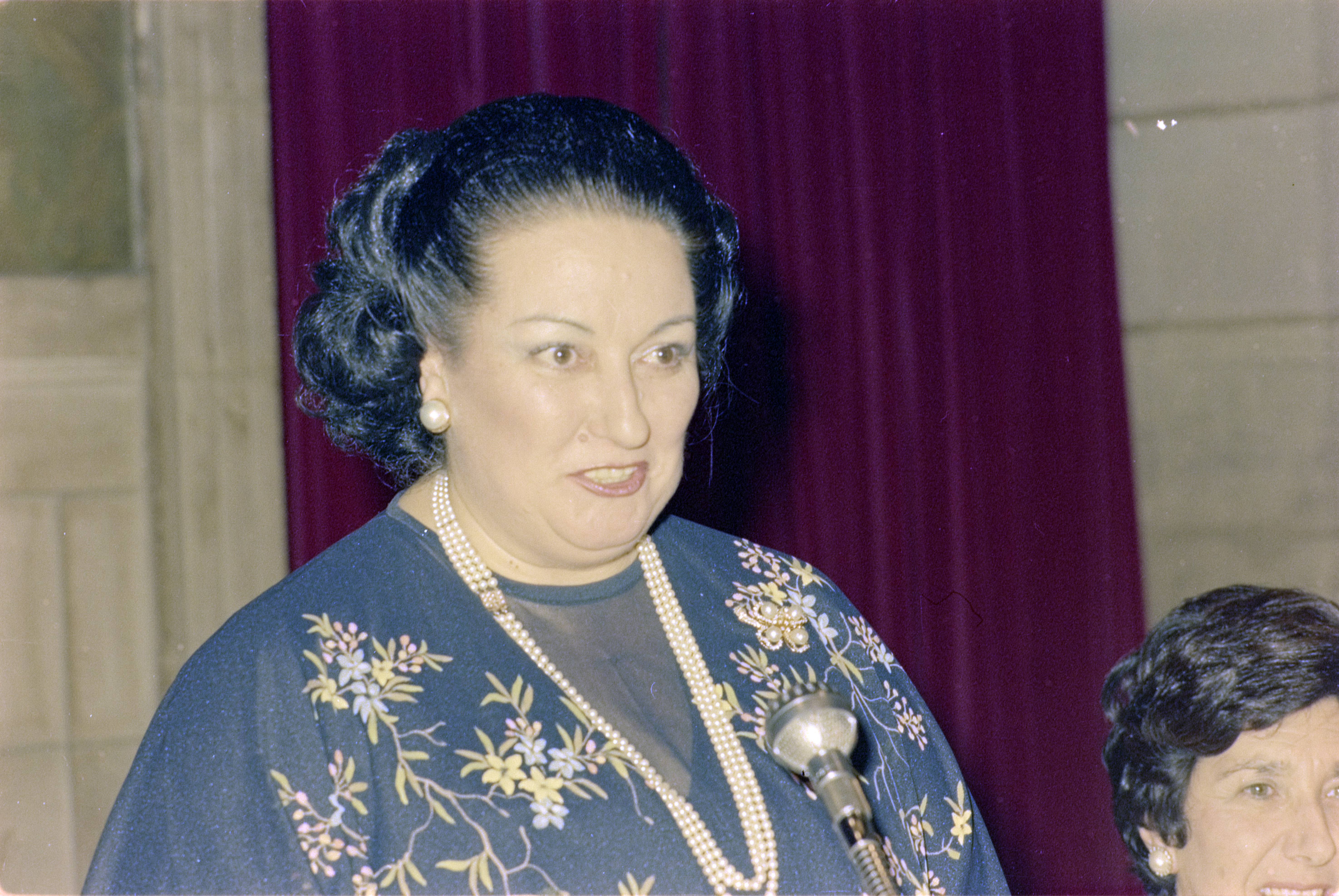
іспанська оперна співачка Монсеррат Кабальє у 1982 році

- Скотт Вілсон, 76, американський актор кіно та телебачення.
- Монсеррат Кабальє, 85, іспанська і каталонська оперна співачка (сопрано).
- Вікторія Марінова, 29—30, болгарська журналістка, яка займалась політичними та економічними розслідуваннями; вбивство.

### 5 жовтня
- Крюкова Ніла Валеріївна, 74, українська акторка. Народна артистка України (1985). Лауреатка Державної премії України ім. Т. Г. Шевченка (1989). Герой України (2008). [Архівовано 5 жовтня 2018 у Wayback Machine.]
- Хижняк Григорій Миколайович, 44, український баскетболіст, директор з маркетингу баскетбольного клубу «Будівельник»[17].

### 3 жовтня
- Леон Ледерман, 96, американський фізик, професор, лауреат премії Вольфа з фізики (1982), лауреат Нобелівської премії з фізики (1988).

### 2 жовтня

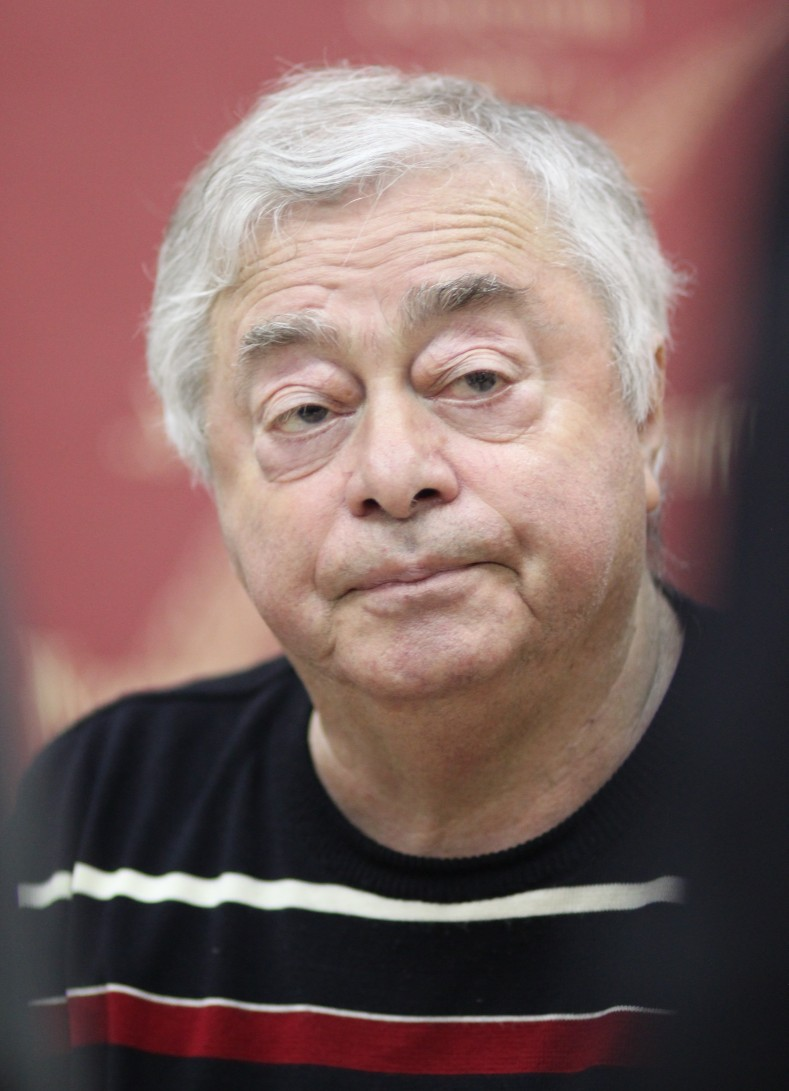
радянський та російський актор естради Роман Карцев

- Будянський Василь Іванович, 76, український драматург, поет, театральний актор.
- Карцев Роман Андрійович, 79, радянський, російський актор естради, театру і кіно, Народний артист Росії (1999).

### 1 жовтня

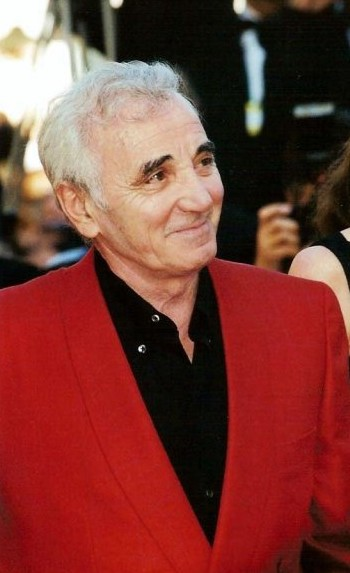
французький шансоньє, композитор та актор Шарль Азнавур

- Шарль Азнавур (Шанур Варенаг Азнавурян), 94, французький шансоньє, поет, композитор, актор.
- Козак Василь Васильович, 75, український музикант, артист Буковинського ансамблю пісні і танцю, сурмач Чернівецької ратуші.
- До Миой (справжнє ім'я Нгуєн Зуї Конг), 101, в'єтнамський державний та політичний діяч, генеральний секретар Комуністичної партії В'єтнаму (1991—1997), прем'єр-міністр В'єтнаму (1988—1991).

## Вересень

### 29 вересня
- Дорошенко Сергій Іванович, 94, український мовознавець, доктор філологічних наук (1982), професор (1984), заслужений діяч науки і техніки України (1992)[18].
- Отіс Раш, 83, американський блюзовий гітарист та співак. [Архівовано 29 вересня 2018 у Wayback Machine.]

### 28 вересня
- Бутенко Леонід Михайлович, 70, український хоровий диригент, Заслужений діяч мистецтв України (1987)

український прозаїк Ярема Гоян

- Гоян Ярема Петрович, 78, український прозаїк.
- Макаревич Микола Петрович, 77, український дипломат, надзвичайний і повноважний посол[19].

### 27 вересня
- Марті Балін, 76, американський співак, автор пісень, музикант.

### 26 вересня
- Коваль Олександр Іванович, 73, радянський і український кінорежисер-документаліст та кінооператор, лауреат Державної премії України ім. Т. Г. Шевченка (1991), Народний артист України (1993).
- Компанець Микола Іванович, 79, український графік, заслужений діяч мистецтв України, член Національної Спілки художників України.

### 23 вересня
- Чарлз Куен Као, 84, китайський, британський і американський інженер-фізик, автор ключових досліджень в галузі розробки та практичного застосування волоконно-оптичних технологій.
- Рубчак Богдан, 83, український письменник, поет, літературознавець, есеїст.

### 22 вересня
- Капський Анатолій Анатолійович, 52, білоруський бізнесмен, президент футбольного клубу БАТЕ з моменту заснування (1996) і до своєї смерті.
- Матрунчик Микола Іванович, 63, колишній директор державного підприємства «Луцький ремонтний завод „Мотор“», Волинська область, Герой України.
- Елл Метьюс, 75, американський актор та фолк-співак.[20]
- Чес Ходжес[en], 74, британський музикант.

### 21 вересня

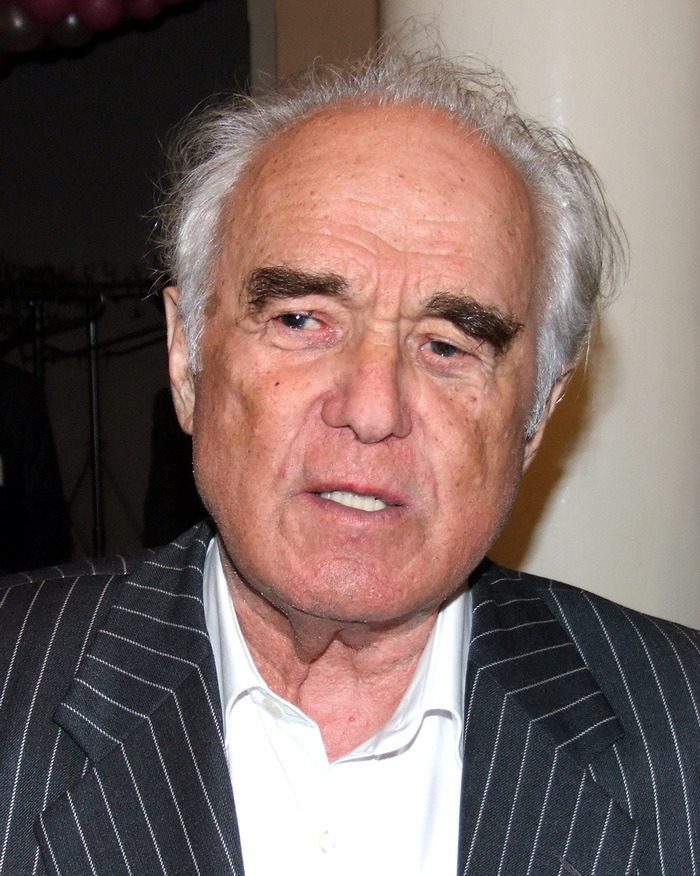
український політик Віталій Масол

- Масол Віталій Андрійович, 89, Прем'єр-міністр України (1987—1990, 1994—1995).
- Міркіна Зінаїда Олександрівна, 92, російська поетеса, перекладач, літературознавець, есеїст, вдова Григорія Померанца.
- Чан Дай Куанг, 61, десятий президент В'єтнаму (з 2016).

### 19 вересня
- Дьозьо Кульчар, 77, угорський фехтувальник на шпагах, чотириразовий олімпійський чемпіон (1964 рік, двічі 1968 рік, та 1972 рік), дворазовий бронзовий (1972 та 1976 роки) призер Олімпійських ігор, триразовий чемпіон світу.
- Попович-Лабик Клара Ласлівна, 74, українська співачка (мецо-сопрано), Народна артистка України (2004)[21].

### 17 вересня
- Панасюк Раїса Василівна, 44—45, українська громадська діячка, урядова уповноважена з прав осіб з інвалідністю.

### 15 вересня
- Голубицький Віталій Андрійович, 71, радянський і український фехтувальник, тренер чоловічої збірної України з фехтування на рапірах, заслужений тренер України, батько Сергія Голубицького.

### 14 вересня
- Король Олександр Петрович, 76, український театральний режисер, режисер Запорізького академічного обласного українського музично-драматичного театру імені Володимира Магара. [Архівовано 14 вересня 2018 у Wayback Machine.]

### 13 вересня
- Сизоненко Олександр Олександрович, 94, український письменник, прозаїк, публіцист, есеїст, кіносценарист.

### 10 вересня
- Іштван Геці, 74, угорський футболіст, що грав на позиції воротаря за «Ференцварош» і національну збірну Угорщини.
- Гурін Василь Іванович, 79, живописець, народний художник України, голова Київської організації Національної Спілки художників України.

### 8 вересня
- Гагулія Генадій Леонідович, 70, абхазький політичний діяч, прем'єр-міністр Абхазії (1995—1997, 2002—2003, 2018); загинув в результаті ДТП.
- Челсі Сміт, 45, американська фотомодель, акторка, співачка та телеведуча, переможниця конкурсу краси Міс Всесвіт 1995 року[22].

### 7 вересня
- Семюель Бодман, 79, американський політик, міністр енергетики США з 2005 по 2009 рік/
- Мак Міллер, 26, американський реп/хіп-хоп-виконавець, композитор, продюсер.

### 6 вересня
- Гайдаєнко Юрій Михайлович, 68, український тренер з водного поло, Заслужений тренер України. [Архівовано 14 вересня 2018 у Wayback Machine.] [Архівовано 7 вересня 2018 у Wayback Machine.]
- Берт Рейнольдс, 82, американський актор, один з найбільш успішних і високооплачуваних акторів Голлівуду в кінці 1970-х років.

### 5 вересня
- Прісцила Аппал, 43, канадська поетеса, прозаїкиня, драматургиня і літературознавиця[23].

### 4 вересня
- Майборода Роман Георгійович, 75, український оперний співак, син композитора Георгія Майбороди. [Архівовано 4 вересня 2018 у Wayback Machine.]
- Еб Макдональд, 82, колишній канадський хокеїст, що грав на позиції лівого нападника. [Архівовано 6 вересня 2018 у Wayback Machine.]

український журналіст Віктор Чамара

- Чамара Віктор Федорович, 65, український журналіст. Генеральний директор Українського національного інформаційного агентства Укрінформ (1999—2011)[24].

### 2 вересня
- Дмитрієв Анатолій Васильович, 83, радянський і російський соціолог, член-кореспондент РАН (1994).
- Посметьєв Олег Євгенович, 52, радянський і український хокеїст («Сокіл», Київ), чемпіон Європи 1984 року (в складі юніорської збірної СРСР).  [Архівовано 4 вересня 2018 у Wayback Machine.]

### 1 вересня
- Бадзьо Юрій Васильович, 82, український літературознавець, публіцист, громадсько-політичний діяч, учасник національно-демократичного руху в Україні від початку 1960-х років. [Архівовано 2 вересня 2018 у Wayback Machine.]
- Маргіт Сандемо, 94, норвезька письменниця в жанрах історичної фентезі та любовної прози. [Архівовано 4 вересня 2018 у Wayback Machine.]
- Шитюк Микола Миколайович, 64, академік Української академії історичних наук, доктор історичних наук, професор, заслужений діяч науки і техніки України; вбитий. [Архівовано 4 вересня 2018 у Wayback Machine.]

## Серпень

### 31 серпня

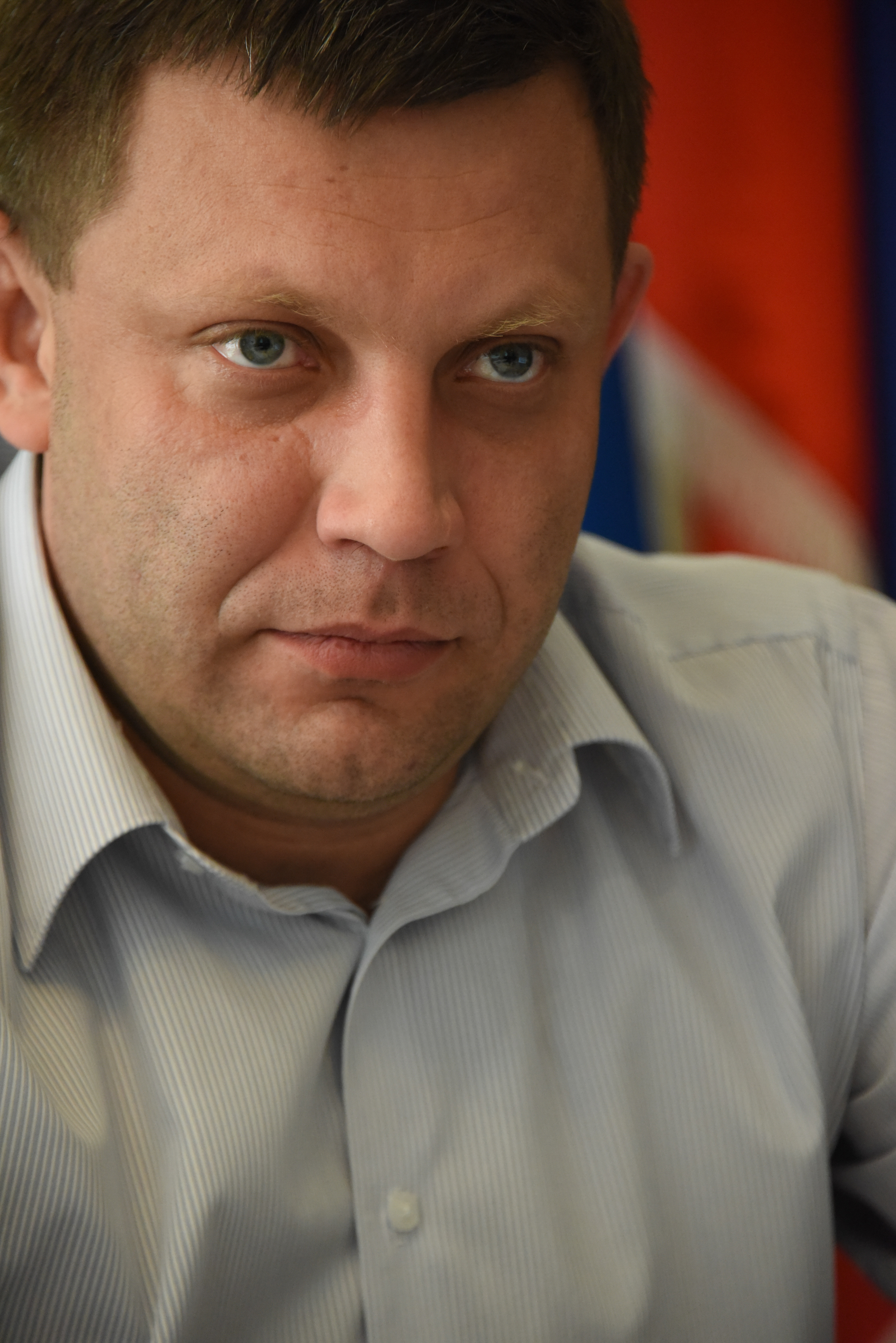
Очільник «маріонеткової» Донецької Народної Республіки Олександр Захарченко у 2015 році

- Захарченко Олександр Володимирович, 42, очільник і Голова Ради Міністрів «маріонеткової» організації Донецька Народна Республіка (з 2014); вбитий.
- Маріо Факко, 72, італійський футболіст, що грав на позиції захисника; по завершенні ігрової кар'єри — тренер. [Архівовано 31 серпня 2018 у Wayback Machine.]

### 30 серпня

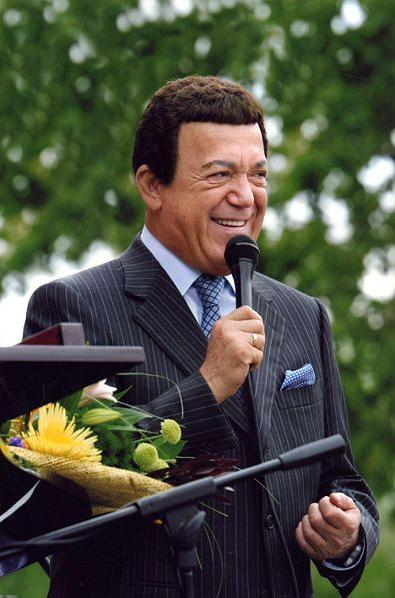
радянський і російський естрадний співак Йосип Кобзон

- Кобзон Йосип Давидович, 80, радянський і російський естрадний співак (баритон), російський політик — депутат Держдуми.
- Ванесса Маркес, 49, американська акторка[25].

### 29 серпня
- Джеймс Міррліс, 82, шотландський економіст, лауреат Нобелівської премії з економіки 1996 року «за дослідження в області інформаційної асиметрії».

### 26 серпня
- Абрамян Олексій (Альоша) Варосович, 72, радянський футболіст, воротар, майстер спорту СРСР (1967).
- Ніл Саймон, 91, американський драматург і сценарист, лауреат Пулітцерівської премії (за найкращу драму, 1991).

### 25 серпня

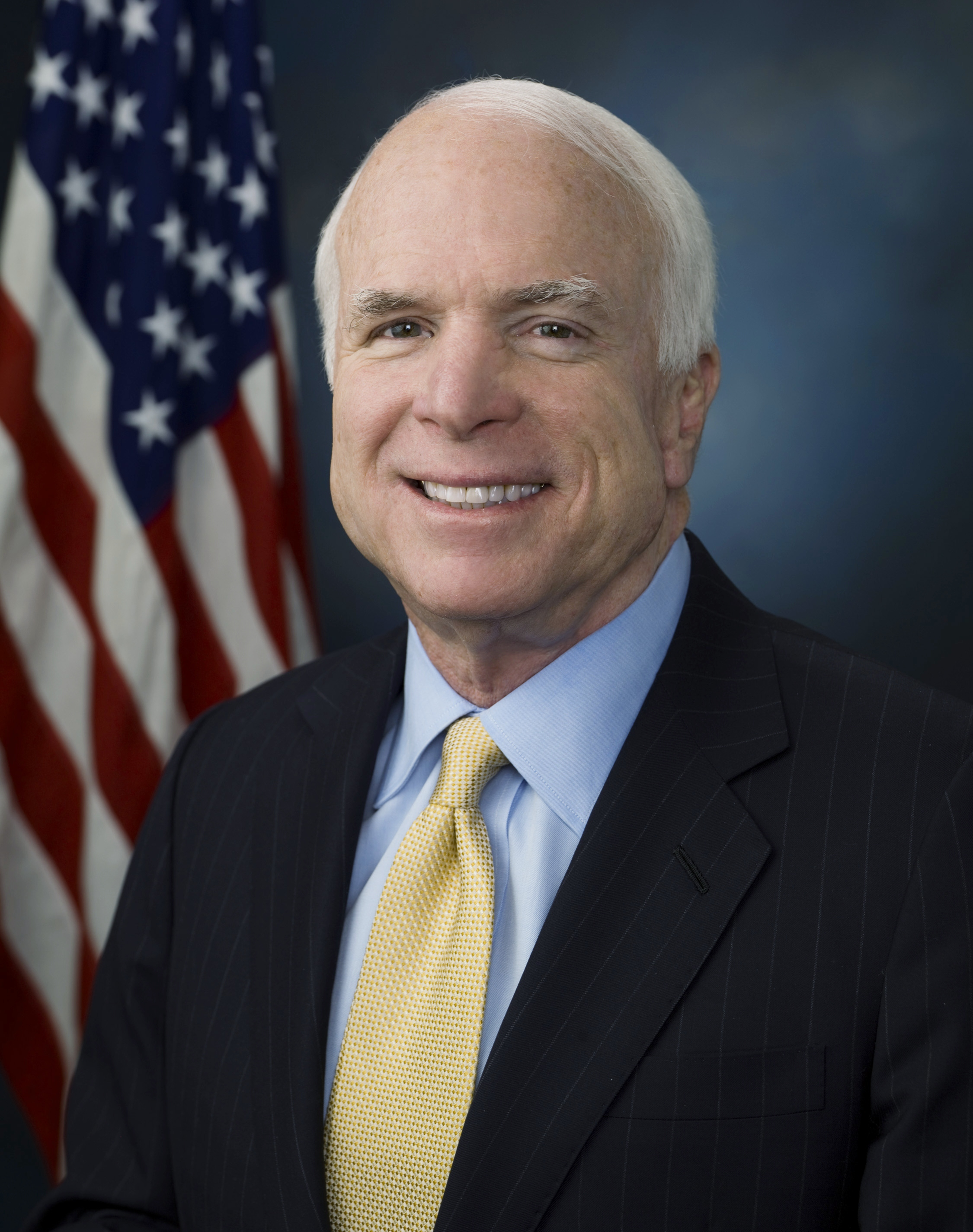
американський політик Джон Маккейн у 2009 році

- Джон Маккейн, 81, американський політик, сенатор від штату Аризона.

### 24 серпня
- Растворова Валентина Ксенофонтівна, 85, радянська фехтувальниця на рапірах, олімпійська чемпіонка (1960), заслужений майстер спорту, тренерка Московської ради ФСТ «Динамо».

### 23 серпня
- Федецький Андрій Стефанович, 60, радянський та український футболіст і тренер.

### 21 серпня
- Стефан Карл Стефанссон, 43, ісландький актор, композитор та співак.

### 20 серпня
- Урі Авнері, 94, ізраїльський правозахисник, політик, журналіст, багаторічний член Кнесету.
- Волович Віталій Михайлович, 90, радянський, російський художник, графік, Заслужений художник РРФСР.
- Джиммі Макілрой, 86, північноірландський футболіст, що грав на позиції півзахисника; футбольний тренер.

### 19 серпня
- Журавльовонь Числав Григорович, 83, ерзянський поет, член Спілки письменників РФ (з 1996 р.), Заслужений поет Республіки Мордовія (2009).
- Фролов Едуард Давидович, 85, радянський і російський історик, антикознавець-еллініст.

### 18 серпня

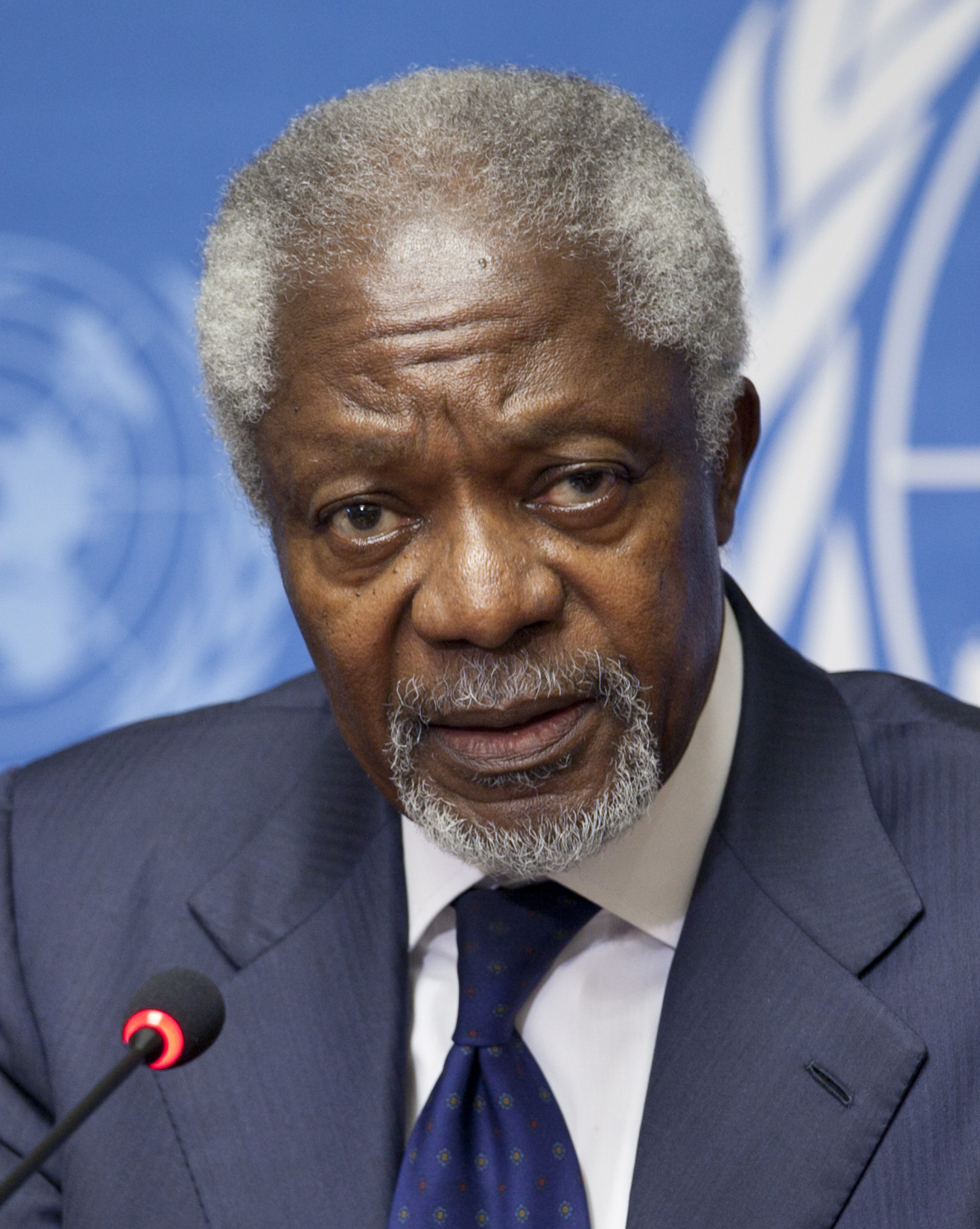
генеральний секретар ООН в 1997—2006 роках Кофі Аннан у 2012 році

- Кофі Аннан, 80, дипломат з Гани, сьомий генеральний секретар ООН (1997—2006).

### 17 серпня
- Зінов'єв Микола Миколайович, 73, радянський і російський поет, багаторазовий лауреат фестивалю «Пісня року».

### 16 серпня

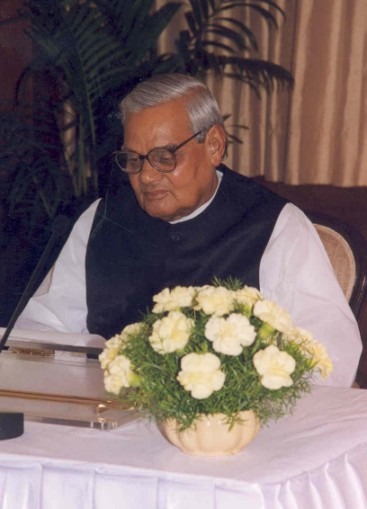
прем'єр-міністр Індії (1996, 1998—2004) Атал Біхарі Ваджпаї

- Атал Біхарі Ваджпаї, 93, індійський державний та політичний діяч, прем'єр-міністр Індії (1996, 1998—2004).
- Арета Франклін, 76, американська співачка у стилях ритм-енд-блюз, соул і госпел.
- Шушунова Олена Львівна, 49, російська гімнастка, дворазова олімпійська чемпіонка, багаторазова чемпіонка світу та Європи.

### 15 серпня
- Гордійчук Андрій Миколайович, 62, український науковець, декан факультету культури і мистецтв Східноєвропейського національного університету імені Лесі Українки[26].

### 14 серпня
- Левко Валентина Миколаївна, 92, радянська і російська співачка (контральто).

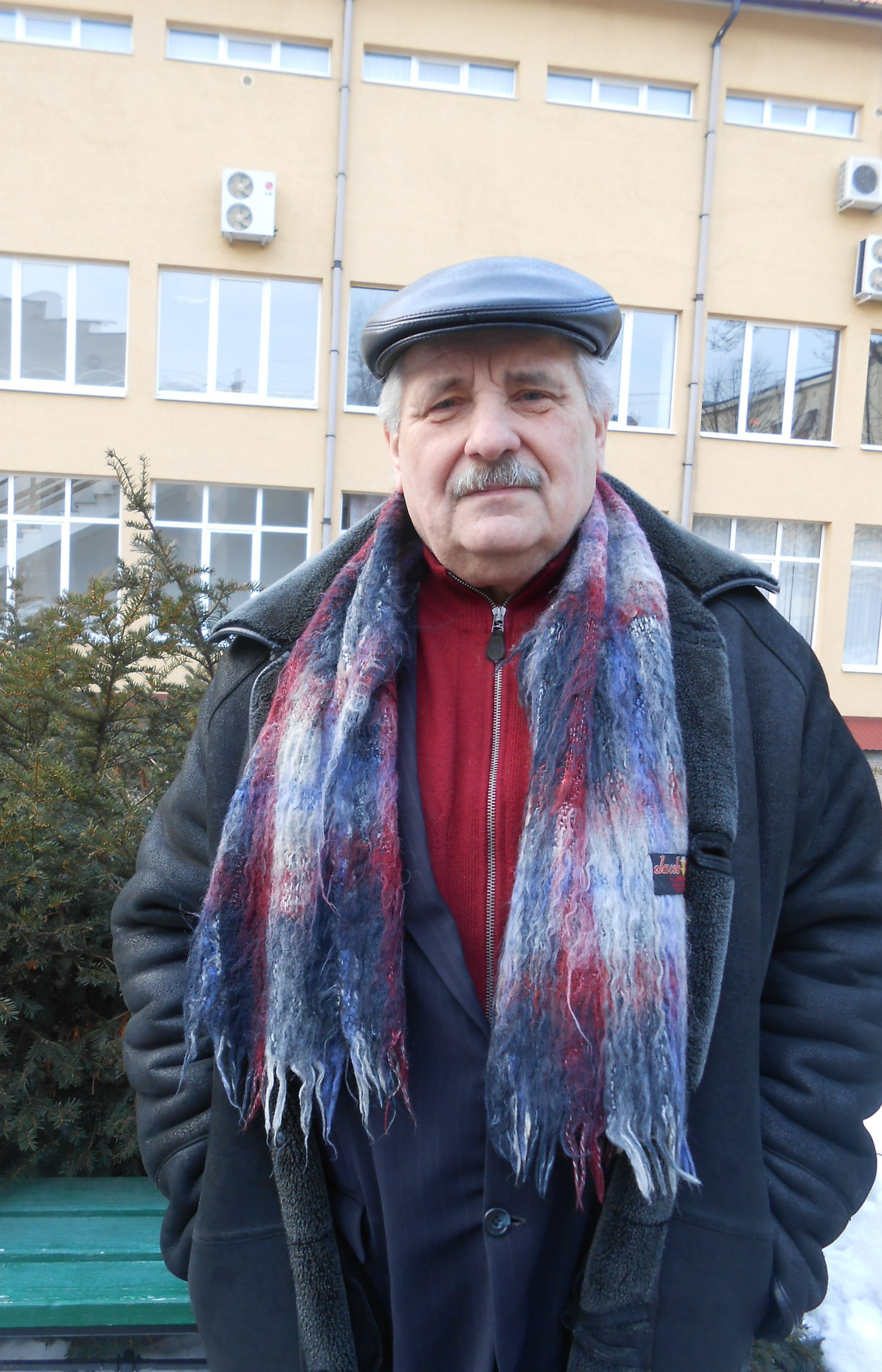
український письменник, літературознавець, фольклорист Степан Пушик

- Пушик Степан Григорович, 74, український письменник, літературознавець, фольклорист, журналіст, громадсько-культурний і політичний діяч.
- Маріо Треббі, 78, італійський футболіст, захисник; футбольний тренер.
- Успенський Едуард Миколайович, радянський і російський письменник, сценарист.

### 13 серпня
- Касьянов Геннадій Сергійович, 65, український режисер, Заслужений діяч мистецтв України (2002), засновник (1985), головний режисер (від 1996 — директор–художній керівник) Чернігівського молодіжного театру (тіло знайдено в цей день). [Архівовано 14 серпня 2018 у Wayback Machine.]

### 12 серпня
- Самір Амін, 86, єгипетський економіст-теоретик, один із розробників теорії «залежного розвитку» й автор концепції «відокремлення від капіталістичної системи», критик неоколоніялізму.
- Ткачов Вадим Мар'янович, 75, український профспілковий діяч, залізничник, екс-керівник Профспілки залізничників і транспортних будівельників України.

### 11 серпня
- Відьядхар Сураджпрасад Найпол, 85, тринідадський та британський письменник, лауреат Нобелівської премії з літератури за 2001 рік.

### 9 серпня
- Брусникін Дмитро Володимирович, 60, російський актор і режисер, художній керівник московського театру «Практика», Заслужений артист Росії. [Архівовано 15 серпня 2018 у Wayback Machine.]  [Архівовано 15 серпня 2018 у Wayback Machine.] [Архівовано 15 серпня 2018 у Wayback Machine.]
- Дегтярьова Тамара Василівна, 74, радянська і російська акторка театру і кіно. [Архівовано 10 серпня 2018 у Wayback Machine.]

### 7 серпня
- Джеральд Вайнберг, 84, американський вчений-інформатик, консультант, автор і викладач з розробки програмного забезпечення, її психології та антропології.
- Густаво Джаньйоні, 86, італійський футболіст, що грав на позиції захисника. По завершенні ігрової кар'єри — футбольний тренер
- Стен Микита, 78, канадський хокеїст словацького походження, центральний нападник.
- Шер Аркадій Соломонович, 84, радянський художник-мультиплікатор, художник-постановник і письменник. [Архівовано 15 серпня 2018 у Wayback Machine.]

### 6 серпня
- Пол Лаксолт, 96, американський політик-республіканець.
- Жоель Робюшон, 73, французький кухар та ресторатор. [Архівовано 30 грудня 2018 у Wayback Machine.]
- Славинський Ігор Миколайович, 66, провідний актор Київського академічного драматичного театру на Подолі, керівник київського театру «Актор», народний артист України[27].

### 5 серпня
- Шарлотта Рай[en], 92, американська кіноактриса, співачка та танцівниця[28].
- Пйотр Шулькін, 68, польський кінорежисер, сценарист, письменник, актор.

### 4 серпня
- Панчук Май Іванович, 81, український науковець — дослідник у галузі політичної історії України, проблем етнології та етнополітології.
- Созінов Олексій Олексійович, 88, український селекціонер та дослідник, професор.

### 3 серпня
- Моше Мізрахі, 86, ізраїльський та французький кінорежисер і сценаріст.
- Збігнєв Сцибор-Рильський, 101, польський генерал, учасник Варшавського повстання (1944).

### 2 серпня
- Тюменєв Віктор Миколайович, 61, радянський хокеїст, нападник, Заслужений майстер спорту СРСР (1982).

### 1 серпня

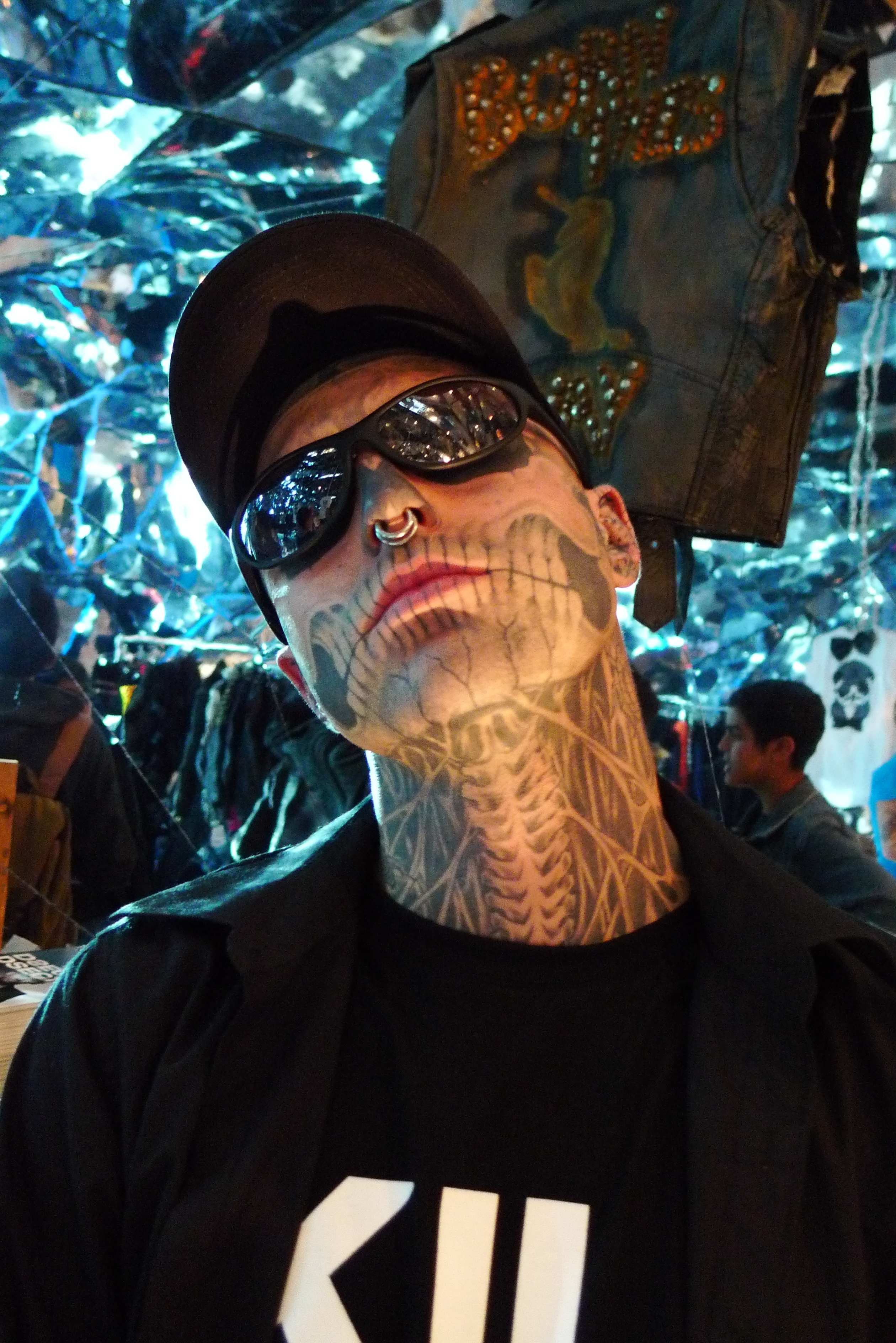
модель з Канади, відомий за прізвиськом Хлопець-Зомбі Рік Дженест

- Рік Дженест, 32, модель з Канади, відомий за прізвиськом Хлопець-Зомбі (англ. Zombie Boy) через татуювання всього тіла у вигляді скелета людини; самогубство.

## Липень

### 31 липня
- Джемаль Орхан Гейдарович, 51, російський журналіст, один з засновників «Мусульманського союзу журналістів Росії»; вбитий.
- Меньшов Володимир Олександрович, 84, Народний депутат України (1990—1994)  [Архівовано 4 березня 2016 у Wayback Machine.].
- Олешко Віталій Ігорович, 42, солдат резерву Збройних сил України, учасник АТО; вбитий.
- Расторгуєв Олександр Євгенович, 47, російський кінорежисер-документаліст; вбитий.

### 30 липня
- Горбачов Віктор Сергійович, 57, український політик, колишній народний депутат України.
- Моторний Дмитро Костянтинович, 90, український аграрій і політик, двічі Герой Соціалістичної Праці, Герой України.

### 29 липня
- Вібеке Скофтеруд, 38, норвезька лижниця, олімпійська чемпіонка, чемпіонка світу.
- Цалай-Якименко Олександра Сергіївна, 86, українська музикознавиця, редакторка.

### 28 липня
- Кінасевич Марта Львівна, 72, українська радіоведуча (Львів). [Архівовано 29 липня 2018 у Wayback Machine.]

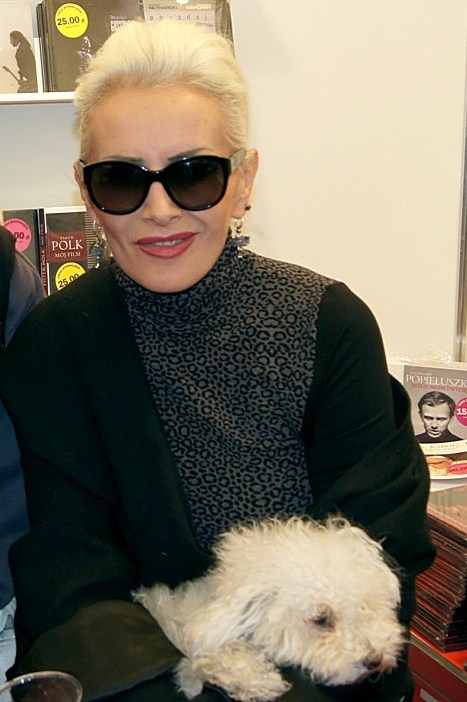
польська рок-співачка Ольга-Алєксандра Сіповіч (Kora)

- Kora (пол. Olga Aleksandra Sipowicz), 67, польська рок-співачка та авторка текстів, у 1976—2008 роках лідерка гурту «Maanam».
- Харитонов Борис Степанович, 83, радянський та український актор, Заслужений артист України (1998).

### 27 липня

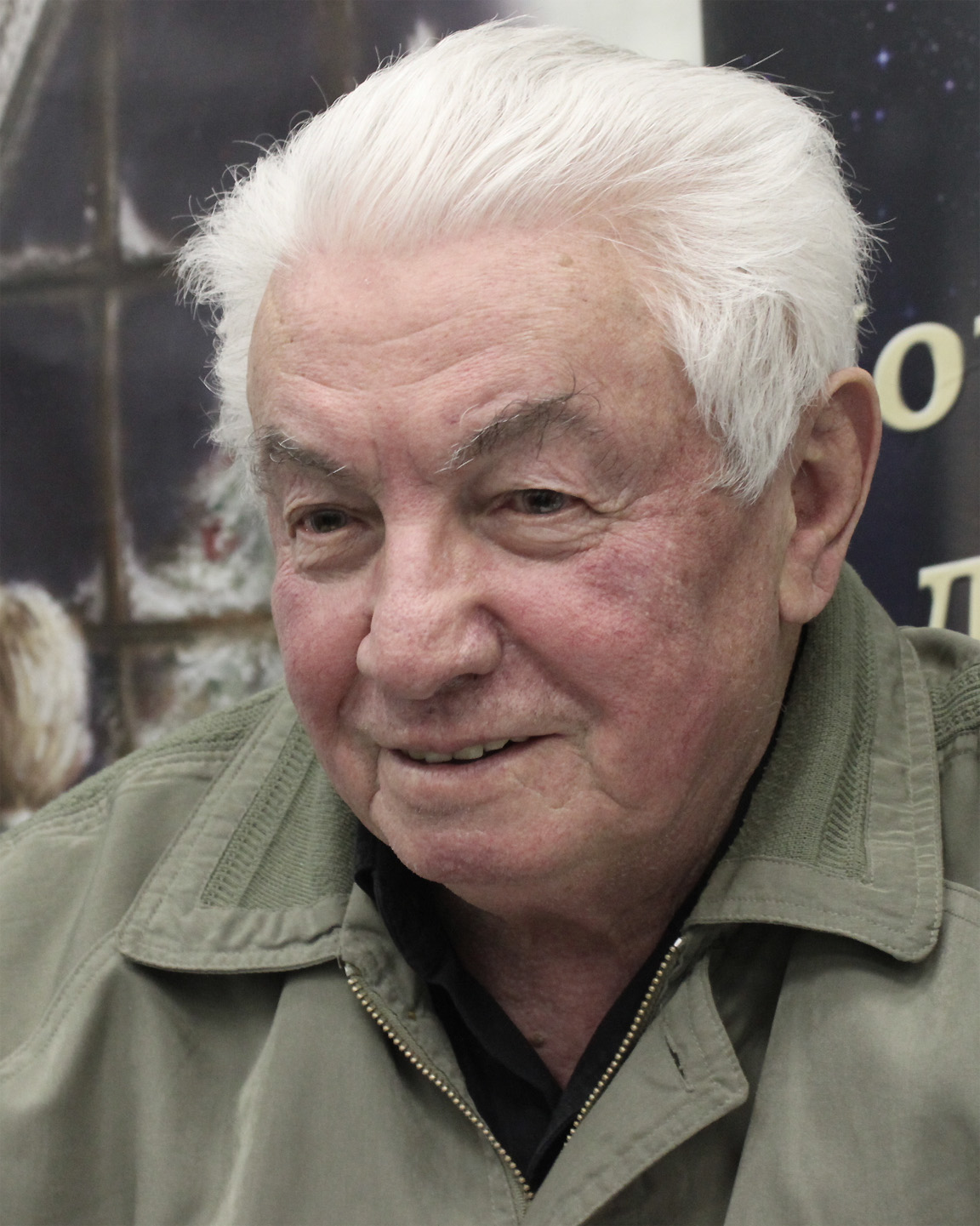
російський письменник і драматург, дисидент Володимир Войнович у 2010 році

- Войнович Володимир Миколайович, 85, російський поет, письменник і драматург, дисидент.
- Альґімантас Насвітіс, 90, литовський архітектор, міністр будівництва та урбаністики Литви (1990—1992).
- Шундров Юрій Олександрович, 62, радянський і український хокеїст, воротар.

### 26 липня
- Адем Демачі, 82, косовський письменник і політик албанського походження, політв'язень.
- Алоїзас Квейніс, 56, литовський шахіст, гросмейстер (від 1992 р.)

### 25 липня
- Серджо Маркіонне, 66, італійський бізнесмен, директор концерну Fiat-Chrysler.

### 24 липня
- Беляєв Ігор Костянтинович, 66, радянський та російський режисер документального кіно, сценарист[29].

### 23 липня
- Балицький Віталій Вікторович, 39, український футболіст, що виступав на позиції захисника і півзахисника.

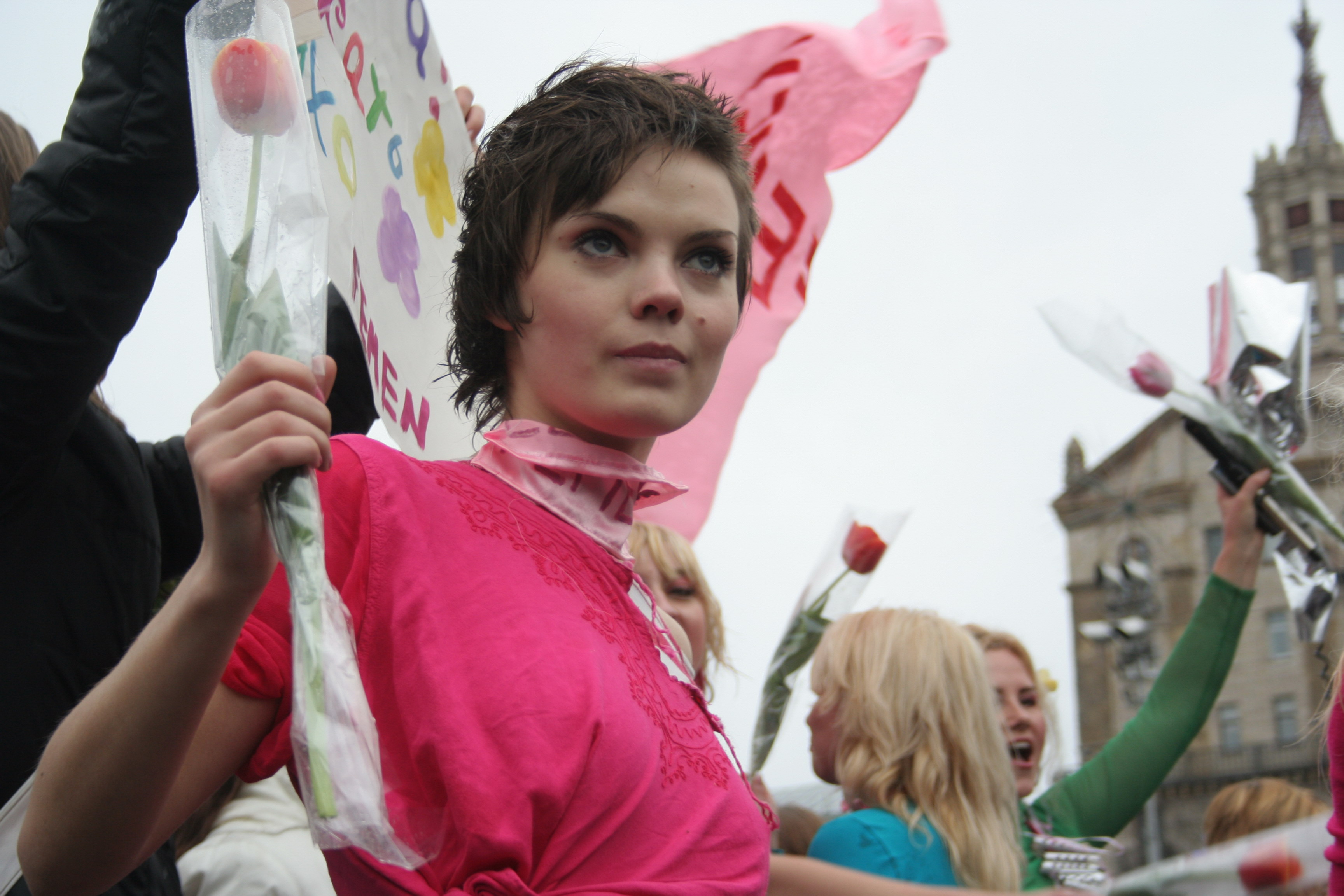
українська правозахисниця, співзасновниця та учасниця руху «FEMEN» Оксана Шачко у 2009 році

- Оксана Шачко, 31, українська художниця, правозахисниця, співзасновниця та учасниця руху «FEMEN»; самогубство.

### 20 липня
- Семенов Владлен Трохимович, 78, фахівець у галузі архітектури, стратегії розвитку великих міст, академік Української академії архітектури (1992), головний архітектор Харкова (1982—1994).

### 19 липня
- Шінобу Хашімото, 100, японський сценарист, режисер, продюсер, постійний співавтор режисера Акіри Куросави.

### 17 липня
- Браславський Ігор Йосипович, 59, російський композитор, співак, соліст гурту «Доктор Ватсон» (1994—2004)[30].
- Голованов Олександр Дмитрович, 62, радянський та український архітектор, головний архітектор Одеси (з 2014).

### 16 липня
- Сусліков Михайло Львович, 96, український хореограф, Народний артист України[31].

### 15 липня

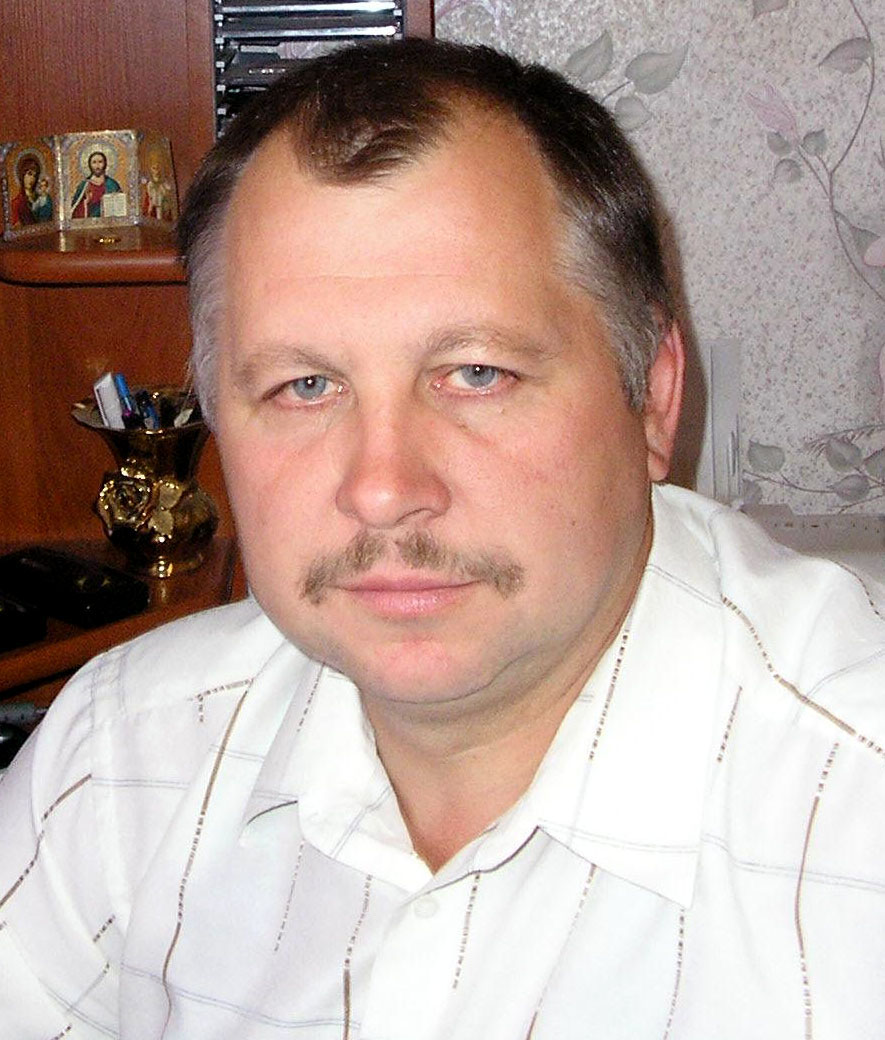
український письменник, краєзнавець і журналіст Євген Цимбалюк

- Цимбалюк Євген Павлович, 56, український письменник, краєзнавець і журналіст .

### 14 липня
- Тихон Чижевський, 70, український церковний діяч, єпископ Івано-Франківський і Коломийський УПЦ (МП). [Архівовано 17 липня 2018 у Wayback Machine.]

### 13 липня
- Ненсі Барбато, 101, перша дружина американського співака Френка Сінатра[32].
- Клод Сеньйоль, 101, французький письменник-фантаст і фольклорист.
- Торвальд Столтенберг, 87, норвезький політик. [Архівовано 12 вересня 2018 у Wayback Machine.]

### 11 липня
- Лінді Реміджино, 87, американський легкоатлет, спринтер. Дворазовий олімпійський чемпіон.

### 10 липня
- Баттіста Рота, 85, колишній італійський футболіст, що грав на позиції захисника. По завершенні ігрової кар'єри — футбольний тренер.

### 9 липня
- Пітер Карінгтон, 6-ий барон Каррінгтон, 99, британський політик з Консервативної партії.
- Маріон Вудман, 89, канадська письменниця, феміністка, юнгіанська психоаналітикиня з практикою в Торонто.

### 7 липня

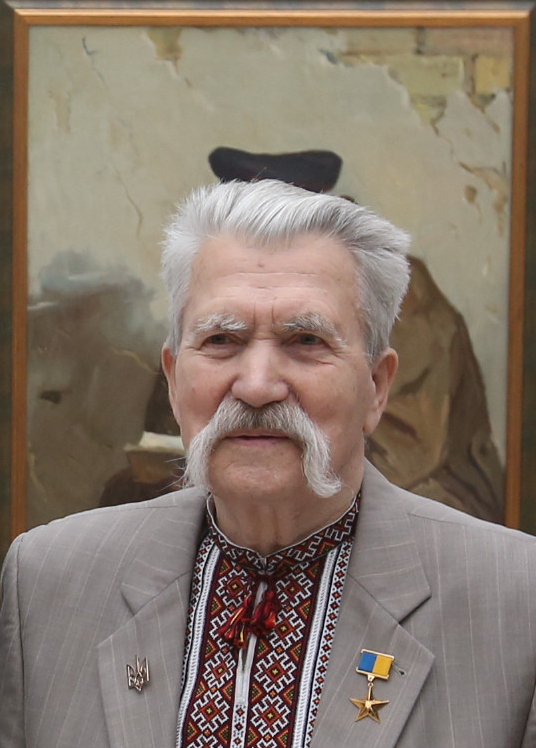
український дисидент, політик та громадський діяч, народний депутат України, Герой України Левко Лук'яненко у 2016 році

- Лук'яненко Левко Григорович, 89, український дисидент і політик часів СРСР, письменник, політик та громадський діяч, народний депутат України, Герой України[33].
- Фейруз Мустафаєв, 84, Азербайджанський політик, виконувач обов'язків Прем'єр-міністра Азербайджану з 4 квітня до 14 травня 1992 року.

### 6 липня
- Сьоко Асахара (Чізуо Мацумото), 63, засновник секти Аум Сінрікьо, відповідальної за атаку з використанням зарину в токійському метро в 1995 році; страчений. [Архівовано 7 липня 2018 у Wayback Machine.]
- Влатко Ілієвскі, 33, македонський рок-співак і актор.
- Джузеппіна Проетто-Фрау, 116, італійська повністю верифікована довгожителька. [Архівовано 6 липня 2018 у Wayback Machine.]

### 5 липня
- Жан-Луї Торан, 75, французький куріальний кардинал і дипломат Святого Престолу.

### 3 липня
- Находкін Микола Григорович, 93, український вчений, академік НАН України, безумовний авторитет у галузі мікроелектроніки та нанотехнологій.

## Червень

### 30 червня
- Заплатинський Володимир Михайлович, 66, український промисловець та політичний діяч. [Архівовано 30 червня 2018 у Wayback Machine.]

### 29 червня
- Арвід Карлссон, 95, шведський фармаколог, лауреат Нобелівської премії[34].
- Ірена Шевінська, 72, польська легкоатлетка, триразова олімпійська чемпіонка. [Архівовано 30 червня 2018 у Wayback Machine.]

### 28 червня
- Гарлан Еллісон, 84, американський письменник-фантаст. [Архівовано 29 червня 2018 у Wayback Machine.]

### 27 червня
- Фрізман Леонід Генріхович, 82, харківський літературознавець і письменник-публіцист, доктор наук, професор.
- Джо Джексон, 89, американський музичний менеджер, батько співака Майкла Джексона. [Архівовано 27 червня 2018 у Wayback Machine.]

### 26 червня

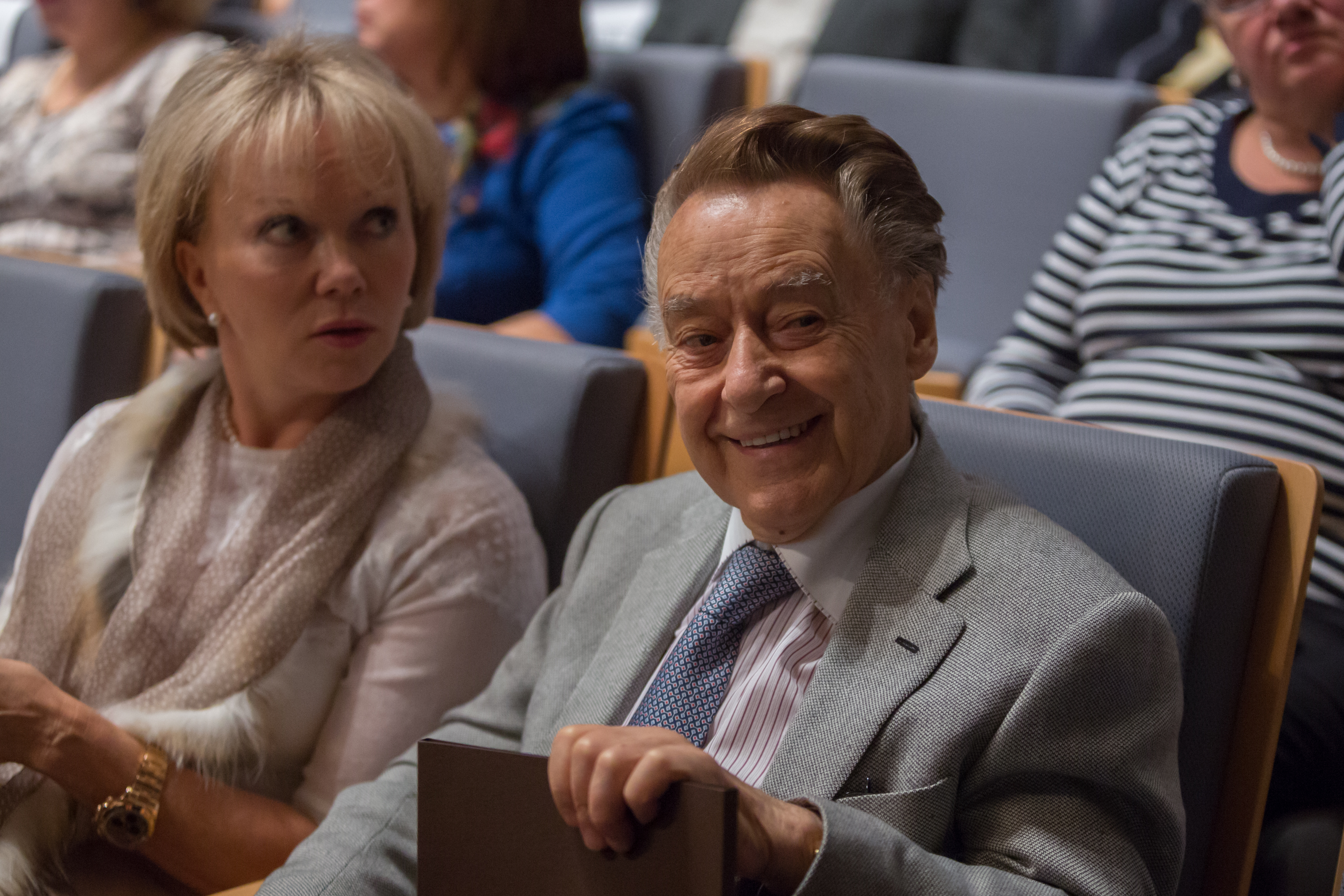
російський поет-пісенник, журналіст, публіцист, Андрій Дементьєв

- Дементьєв Андрій Дмитрович, 89, російський поет, автор текстів до багатьох пісень, журналіст, публіцист, громадський діяч.
- Анрі Намфі, 85, гаїтянський військовик та політик, президент Гаїті в 1986—1988 роках. [Архівовано 28 червня 2018 у Wayback Machine.]

### 25 червня
- Довгий Василь Манолійович, 76, український журналіст, драматург, Заслужений журналіст України. [Архівовано 25 червня 2018 у Wayback Machine.] [Архівовано 27 червня 2018 у Wayback Machine.]

### 22 червня
- Коржавін Наум Мойсейович, 92, російський поет, драматург і перекладач, уродженець Києва. [Архівовано 24 червня 2018 у Wayback Machine.] [Архівовано 27 червня 2018 у Wayback Machine.]

### 21 червня
- Чарльз Краутгаммер, 68, американський політичний оглядач і журналіст.
- Армандо Меродіо, 82, іспанський футболіст, що грав на позиції нападника.

### 20 червня
- Шандор Каньяді, 89, етнічний угорський поет і перекладач з регіону Трансільванія, Румунія.
- Данте Капуто, 74, аргентинський державний діяч, дипломат.

### 19 червня

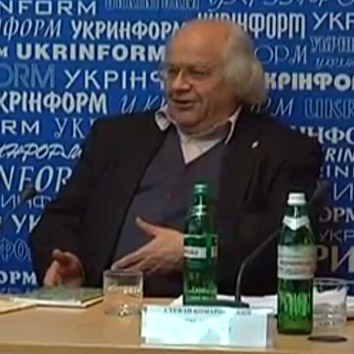
український поет, перекладач, кіносценарист, драматург Іван Драч

- Драч Іван Федорович, 81, український поет, перекладач, кіносценарист, драматург, державний і громадський діяч.
- Горила Коко, 46, яка знала жестову мову та понад 2000 слів англійською мовою.

### 18 червня
- Марія Ром, 72, австрійська акторка.
- XXXTentacion, 20, американський репер, співак та автор пісень; вбивство.

### 16 червня
- Рождественський Геннадій Миколайович, 87, радянський та російський симфонічний і театральний диригент, піаніст, композитор, Народний артист СРСР.

### 15 червня
- Метт Мерфі, 88, американський блюзовий гітарист. [Архівовано 1 липня 2019 у Wayback Machine.]

### 14 червня

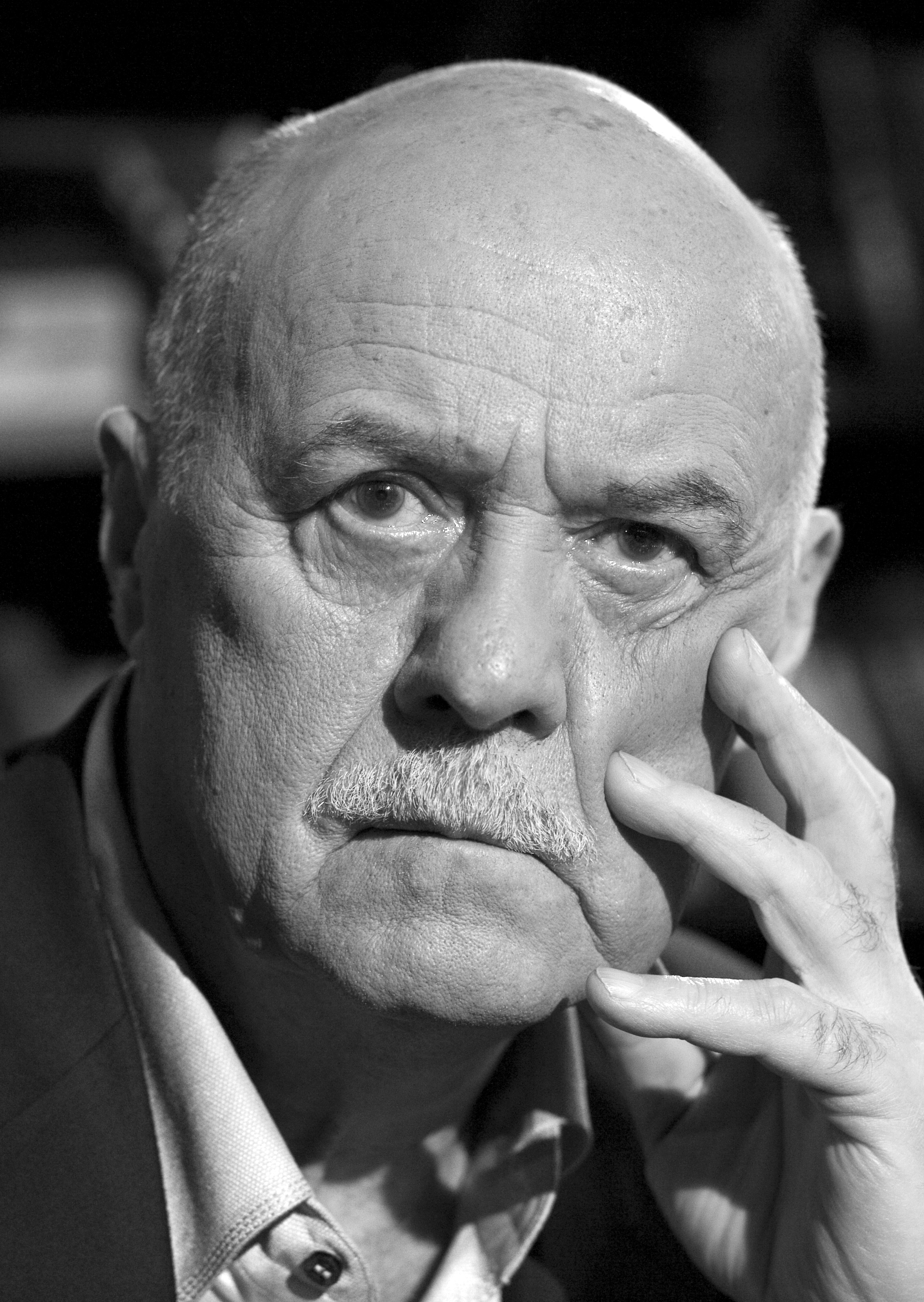
радянський та російський режисер, актор Станіслав Говорухін

- Говорухін Станіслав Сергійович, 82, радянський та російський режисер, актор, сценарист, публіцист, громадський діяч, політик.
- Соня Скарфілд, 89, канадська підприємиця українського походження, співвласниця хокейного клубу «Калгарі Флеймс» з 1985 по 1994 рік. Злоякісна пухлина. [Архівовано 15 червня 2018 у Wayback Machine.]

### 10 червня
- Стен Андерсон, 85, колишній англійський футболіст, півзахисник. По завершенні ігрової кар'єри — футбольний тренер. [Архівовано 12 червня 2018 у Wayback Machine.]

### 9 червня
- Охлупін Ігор Леонідович, 79, російський актор театру і кіно, Народний артист РРФСР (1988)[35].

### 8 червня
- Юніс Гейсон, 90, британська акторка, виконавиця ролі Сільвії Тренч, дівчини Джеймса Бонда в перших двох фільмах про нього[36].
- Джино Сантерколе, 77, італійський співак, композитор, гітарист і актор.

### 7 червня
- Толмачов Віктор Ілліч, 83, український і російський авіаконструктор. Один з творців Ан-124 «Руслан» і  Ан-225 «Мрія»[37].

### 6 червня

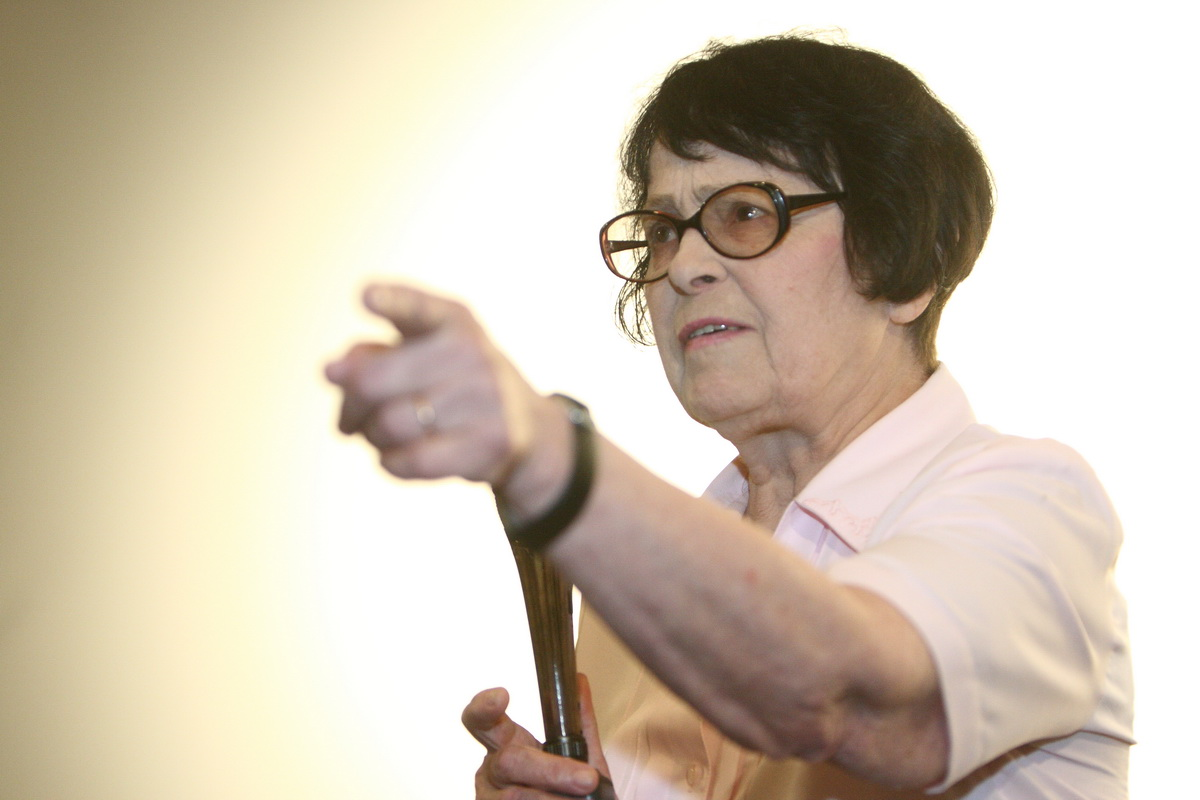
Українська кінорежисерка Кіра Муратова у 2010 році

- Муратова Кіра Георгіївна, 83, українська кінорежисерка, сценаристка та акторка, академік Національної академії мистецтв України (1997).

### 5 червня
- Даша Дрндич, 71, хорватська письменниця, літературна критикиня, перекладачка. [Архівовано 6 червня 2018 у Wayback Machine.] [Архівовано 12 червня 2018 у Wayback Machine.]
- Сорока Петро Іванович, 62, український письменник, літературознавець, редактор, видавець.

### 4 червня
- Кантер Леонід Віленович, 36, український продюсер, режисер, мандрівник та письменник; самогубство[38].

### 3 червня
- Френк Карлуччі, 87, американський державний діяч, радник з національної безпеки (1986—1987), міністр оборони США (1987—1989).
- Неведомський Леонід Віталійович, 78, російський актор.

### 2 червня
- Пол Бойєр, 99, американський хімік, лауреат Нобелівської премії з хімії 1997 року.

### 1 червня
- Джон Норвіч, 88, англійський історик, автор численних історичних праць і популярних путівників, телеведучий.

## Травень

### 28 травня
- Дік Квекс, 70, новозеландський легкоатлет, олімпійський медаліст.
- Ула Ульстен, 86, шведський державний і політичний діяч.

### 27 травня
- Ґарднер Дозуа, 70, американський письменник-фантаст і редактор. [Архівовано 28 травня 2018 у Wayback Machine.]
- Алі Лютфі Махмуд, 82, єгипетський політичний діяч, прем'єр-міністр Єгипту з вересня 1985 до листопада 1986 року.

### 26 травня
- Алан Бін, 86, астронавт НАСА, художник.
- Роже П'янтоні, 86, французький футболіст, який грав на позиції нападника та півзахисника.
- Сойка Богдан-Борис Петрович, 79, український художник-живописець, монументаліст.

### 24 травня
- Гура Сергій Вікторович, 48, український кримінальний авторитет, політик та бізнесмен.

### 22 травня
- Івакін Гліб Юрійович, 71, український науковець, заступник директора Інституту археології НАН України.
- Філіп Рот, 85, американський письменник, лауреат Пулітцерівської премії.

### 21 травня
- Аскольдов Олександр Якович, 85, російський кінорежисер, письменник, сценарист, кавалер ордена «За заслуги» III ступеня (Україна, 2008).
- Невпряга Микола Тимофійович, 92, радянський військовик часів Другої світової війни, Герой Радянського Союзу (1945).

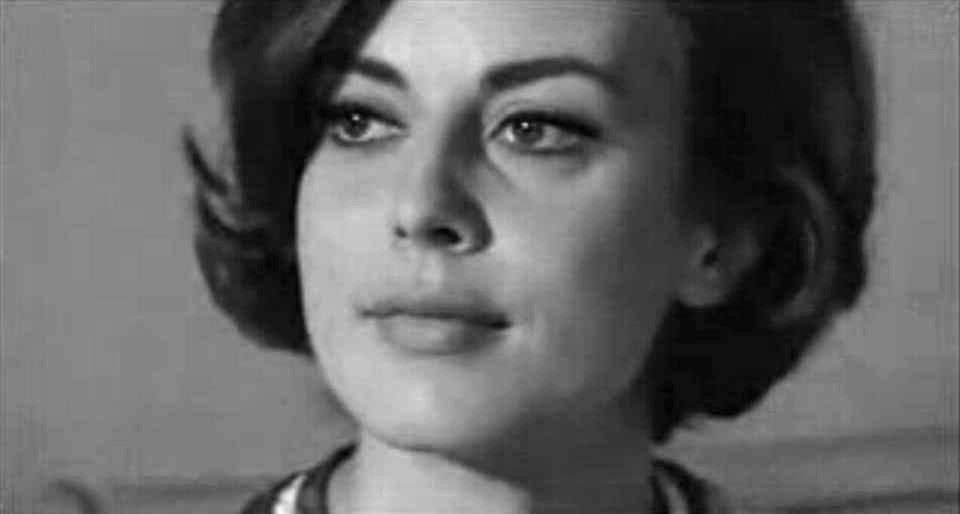
італійська акторка Анна-Марія Ферреро

- Анна-Марія Ферреро, 84, італійська акторка.

### 19 травня
- Бернард Льюїс, 101, британський та американський історик, сходознавець

### 18 травня
- Стефані Адамс, 47, американська модель, письменниця і ЛГБТ-активістка; самогубство. [Архівовано 22 травня 2018 у Wayback Machine.] [Архівовано 23 травня 2018 у Wayback Machine.]
- Ткаченко Всеволод Іванович, 73, український перекладач, поет, дипломат, енциклопедист, літературо- і країнознавець.

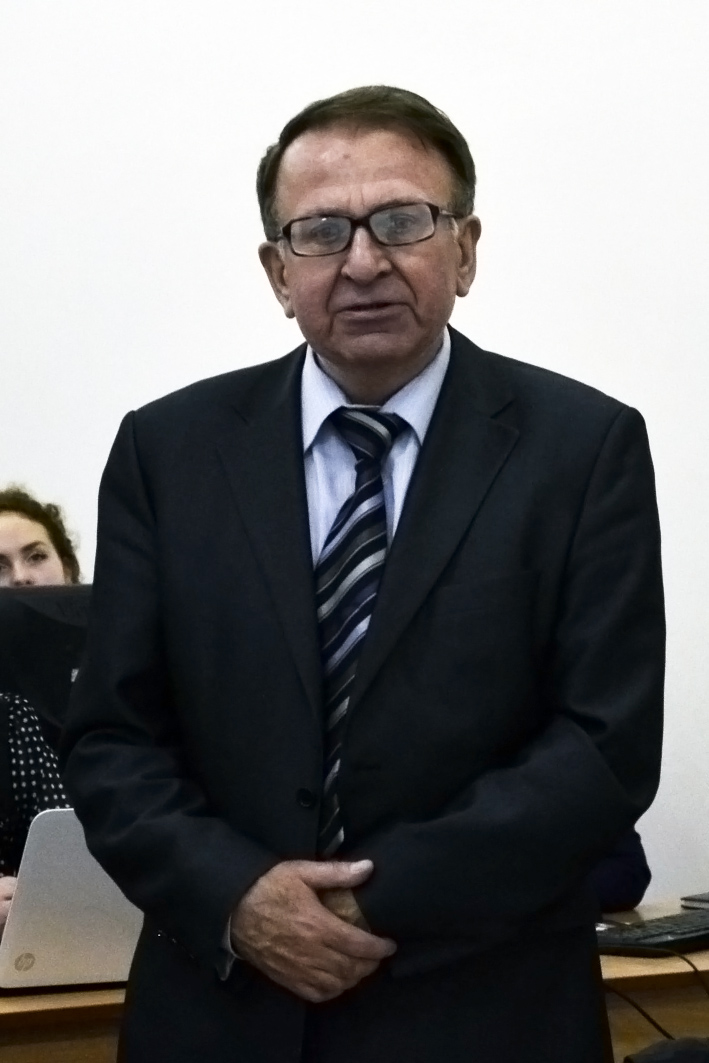
український перекладач, поет, дипломат, енциклопедист Всеволод Ткаченко

### 17 травня
- Річард Пайпс, 94, американський історик і політолог.

### 16 травня
- Лучіан Пінтіліе, 84, румунський режисер театру і кіно, письменник, актор.

### 15 травня
- Рей Вілсон, 83, англійський футболіст та футбольний тренер.

### 14 травня
- Том Вулф, 87, американський журналіст і письменник, піонер напрямку «нова журналістика» в літературі.

### 13 травня
- Цуладзе Баадур Сократович, 83, грузинський актор і режисер, Заслужений артист Грузії (1979).

### 12 травня
- Тесса Джовелл, 70, британська політикиня, членкиня Лейбористської партії.

### 11 травня
- Альперін Михайло Юхимович, 61, джазовий піаніст, композитор, педагог.
- Белей Любомир Омелянович, 56, український мовознавець, автор наукових праць, присвячених питанням мови, укладач старослов'янсько-українського словника. [Архівовано 13 травня 2018 у Wayback Machine.] [Архівовано 14 травня 2018 у Wayback Machine.]
- Жерар Женетт, 87, французький літературознавець, чільний представник структуралізму, один із засновників сучасної наратології, започаткував вивчення інтертекстуальності.

### 10 травня
- Васюков Євген Андрійович, 85, радянський шахіст, шаховий теоретик.

### 8 травня
- Джордж Докмеджян, 89, американський політик-республіканець, губернатор Каліфорнії (1983—1991). [Архівовано 9 травня 2018 у Archive.is]

### 7 травня
- Возіанов Олександр Федорович, 79, український медик, академік НАН України.
- Герман Михайло Юрійович, 85, радянський і російський мистецтвознавець, професор, доктор мистецтвознавства, письменник. [Архівовано 10 травня 2018 у Wayback Machine.]
- Кирчів Роман Федорович, 88, український літературознавець, фольклорист, етнограф.

### 6 травня
- Сапунов Володимир Борисович[ru], 65, директор-адміністратор груп «Машина Часу» (1994—2017) та «Воскресение» (1993—2018)[39]

### 5 травня
- Дмитрик Володимир Андрійович, 66, поет, прозаїк, журналіст, літературознавець.
- Кузьмін Іван Васильович, 94, український науковець, заслужений діяч науки України, ректор Вінницького політехнічного інституту (1976—1989).
- Ерманно Ольмі, 86, італійський кінорежисер, сценарист та продюсер.

### 3 травня
- Афонсу Длакама, 65, політик Мозамбіку.

### 2 травня

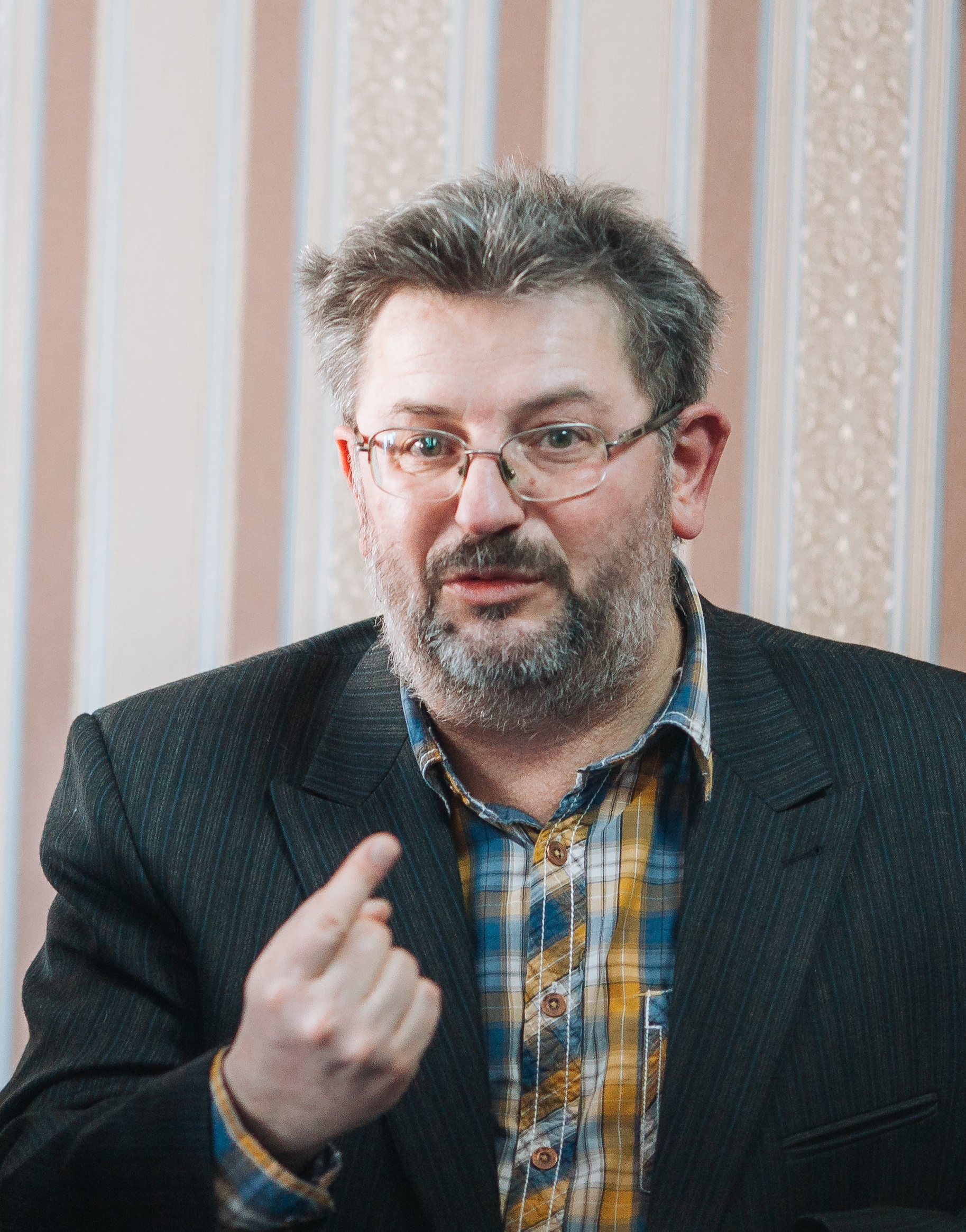
український журналіст, краєзнавець, громадський діяч і вікіпедист Андрій Квятковський

- Квятковський Андрій Сафронович, 61, український журналіст, краєзнавець, громадський діяч, вікіпедист.
- Мулерман Вадим Йосипович, 79, радянський і український естрадний співак. [Архівовано 13 серпня 2019 у Wayback Machine.] [Архівовано 2 травня 2018 у Wayback Machine.]

### 1 травня
- Ванда Вілкомірська, 89, польська скрипалька і музична педагогиня. [Архівовано 2 травня 2018 у Wayback Machine.]

## Квітень

### 28 квітня
- Ларрі Гарві[en], 70, американський художник, благодійник і активіст[40].
- Арт Пол[en], 93, американський дизайнер та артдиректор журналу Playboy[41].
- Луїс Гарсіа Меса Техада, 88, болівійський політичний та військовий діяч, президент країни у 1980—1981 роках.

### 27 квітня
- Альваро Арсу, 72, гватемальський політичний діяч, президент країни у 1996—2000 роках. [Архівовано 1 травня 2018 у Wayback Machine.]

### 26 квітня

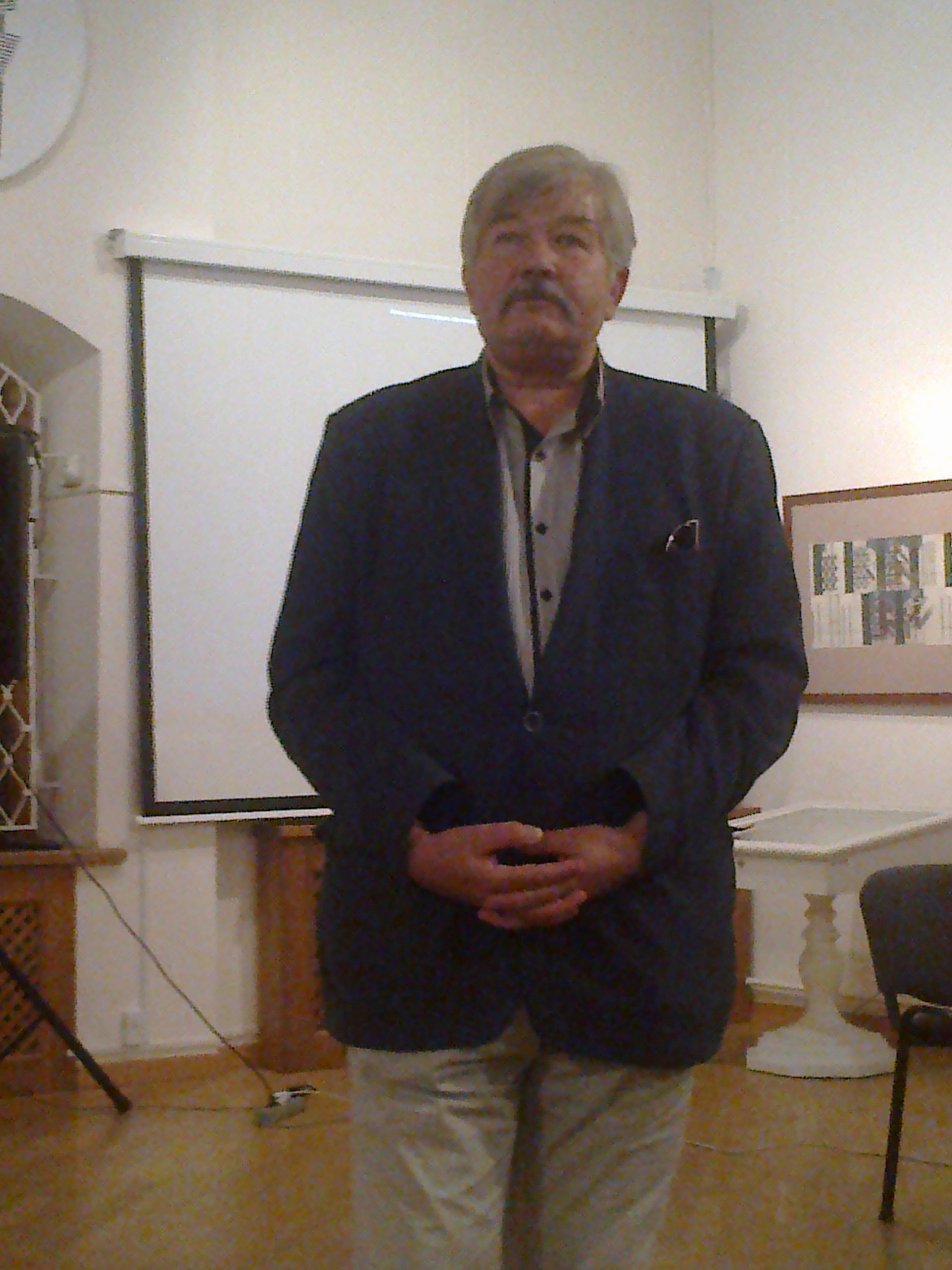
ректор Національного університету «Києво-Могилянська академія» Сергій Іванюк у 2015 році

- Іванюк Сергій Семенович, 66, український літературознавець, письменник, журналіст, критик і перекладач, кандидат філологічних наук, один із відроджувачів Національного університету «Києво-Могилянська академія»[42].

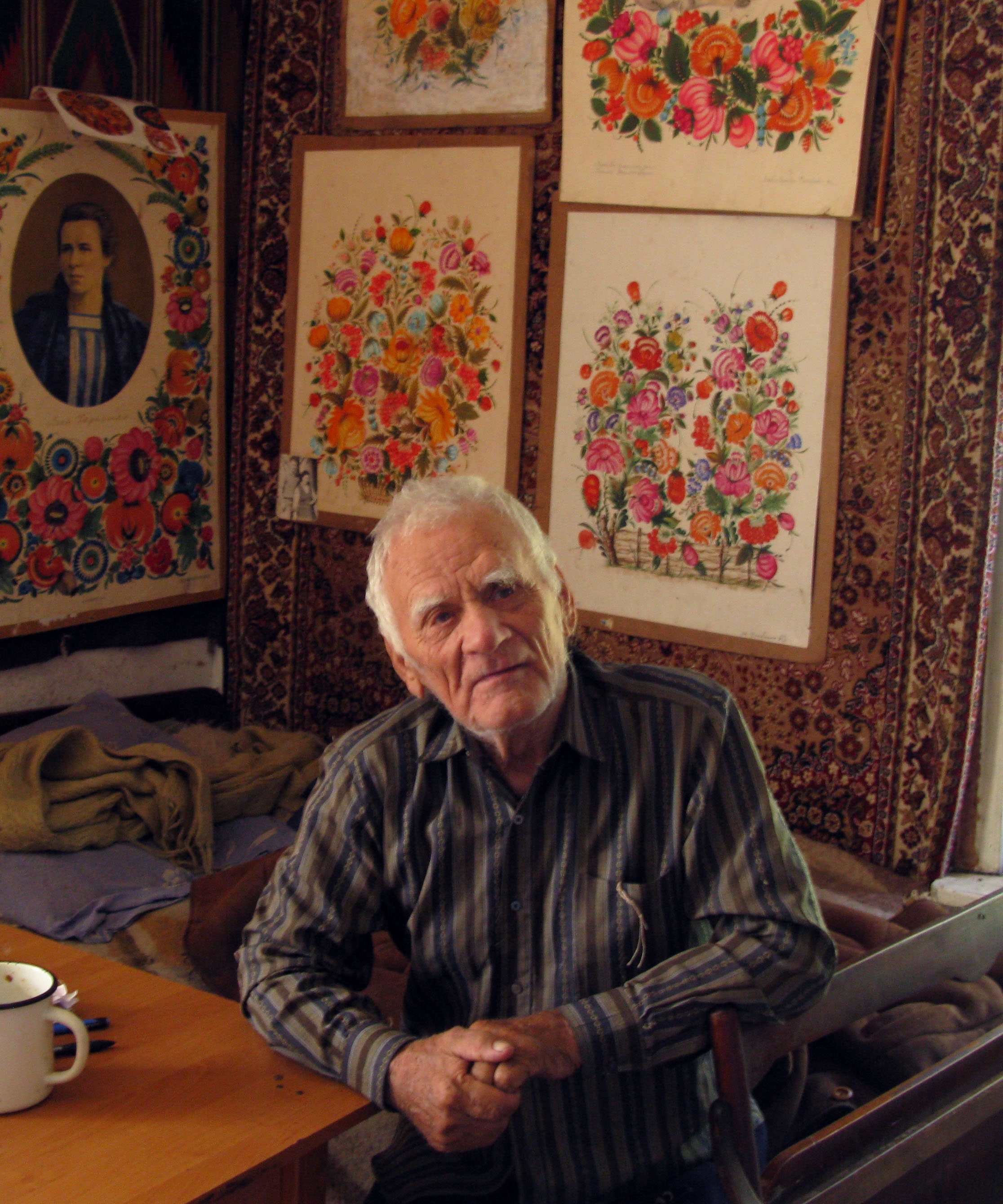
український художник, майстер петриківського розпису, заслужений майстер народної творчості України Василь Соколенко

- Соколенко Василь Іванович, 96, український художник, майстер петриківського розпису, заслужений майстер народної творчості України[43].

### 25 квітня
- Аббасов Шухрат Саліхович, 87, радянський кінорежисер і сценарист. [Архівовано 29 квітня 2018 у Wayback Machine.]
- Адебайо Адедеджі, 87, нігерійський економіст, політичний діяч. [Архівовано 4 травня 2018 у Wayback Machine.]
- Майкл Андерсон[en], 98, англійський кінорежисер[44]
- Треповський Олег Борисович, 52, український театральний та кіноактор, Заслужений артист України, Народний артист України (2011)[45]

### 24 квітня
- Анрі Мішель, 70, французький футболіст, що грав на позиції півзахисника.

### 22 квітня
- Неумивакін Іван Павлович, 89, радянський і російський лікар, учений-медик та цілитель.
- Ніно Хурцидзе, 42, грузинська шахістка.

### 21 квітня
- Дорошина Ніна Михайлівна, 83, російська акторка, Народна артистка Росії.
- Набі Тадзіма, 117, японська довгожителька, остання мешканка Землі, що народилась в XIX столітті.
- Верн Тройєр, 49, американський актор.

### 20 квітня
- Тім Берглінг (Avicii), 28, шведський ді-джей і музичний продюсер.
- Ляхов Володимир Афанасійович, 76, радянський космонавт, двічі Герой Радянського Союзу.

### 18 квітня
- Бруно Саммартіно, 82, італійсько-американський професійний реслер.
- Володимир Гамера, 64, український композитор і співак.

### 17 квітня

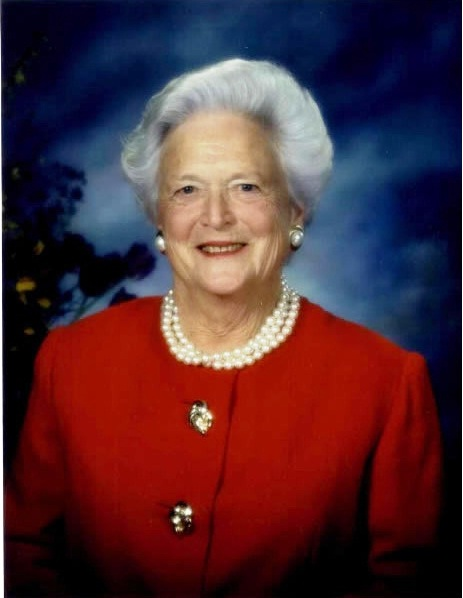
43-тя Перша леді Сполучених Штатів Америки (1989—1993) Барбара Буш

- Барбара Буш, 92, колишня Перша леді США (1989—1993).

### 16 квітня
- Памела Гідлі, 52, американська акторка та модель[46].

### 13 квітня
- Мілош Форман, 86, чеський і американський кінорежисер та сценарист.
- Чезаріно Червеллаті, 88, італійський футболіст, що грав на позиції нападника.

### 12 квітня
- Джон Мелчер, 93, американський політик-демократ.

### 11 квітня
- Карен Давіша, 68, американська політологиня і письменниця. [Архівовано 19 квітня 2018 у Wayback Machine.]

### 10 квітня
- Тончо Русєв[ru], 85, болгарський музикант та композитор[47]

### 9 квітня
- Петер Грюнберг, 78, німецький фізик, лауреат Нобелівської премії за 2007 рік.

### 8 квітня
- Абашидзе Лейла Михайлівна, 88 грузинська кіноакторка і співачка. Народна артистка Грузинської РСР (1965).
- Андре Лерон, 87, французький футболіст.
- Шух Михайло Аркадійович, 65, український композитор, педагог.

### 7 квітня

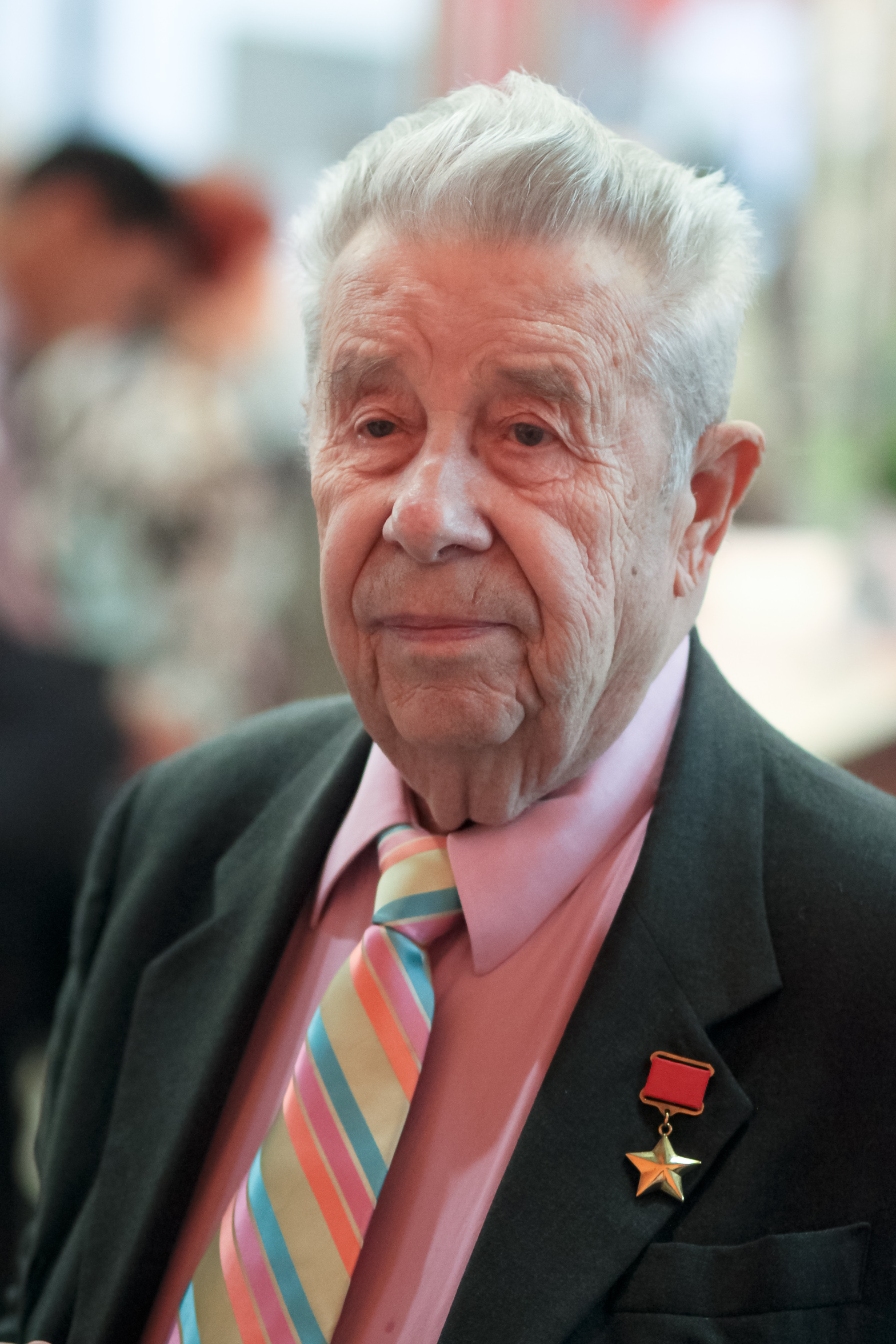
радянський полковник, партизан та письменник Петро Брайко

- Брайко Петро Овсійович, 99, радянський полковник, партизан та письменник, Герой Радянського Союзу[48].
- Колесов Едуард Олександрович, 81, радянський і український художник кіно і театру, графік[49].

### 6 квітня
- Деніел Акака, 93, американський політик, колишній сенатор США від штату Гаваї.

### 5 квітня
- Такахата Ісао, 82, японський режисер, продюсер.
- Панасюк Микола Володимирович, 75, український письменник.
- Сесіл Тейлор, 89, американський піаніст і поет.

### 4 квітня
- Солошенко Юрій Данилович, 75, український політв'язень, засуджений у Москві.
- Рей Вілкінс, 61, англійський футболіст, півзахисник та тренер.

### 3 квітня
- Бунь Михайло Федорович, 85, політв'язень, громадський та політичний діяч.
- Вишенський Станіслав Олександрович, 73, український поет.

### 1 квітня
- Бурбеза Григорій Миколайович, 58, український видавець, журналіст, громадсько-політичний діяч. [Архівовано 14 вересня 2018 у Wayback Machine.]
- Ефраїн Ріос Монтт, 91, гватемальський військовик і політик, президент країни (1982—1983).

## Березень

### 28 березня

радянський та російський актор театру і кіно Олег Анофрієв

- Анофрієв Олег Андрійович, 87, радянський та російський актор театру і кіно, співак, режисер, автор пісень.

### 27 березня

французька акторка Стефан Одран

- Стефан Одран, 85, французька акторка.

### 26 березня

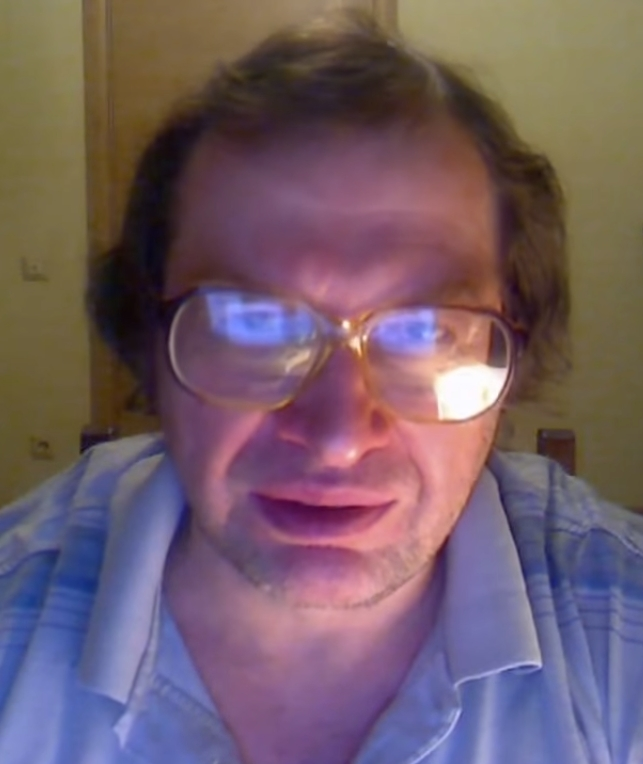
засновник фінансової піраміди «МММ» Сергій Мавроді у 2012 році

- Шандор Дем'ян, 74, угорський підприємець.
- Мавроді Сергій Пантелійович, 62, засновник фінансової піраміди «МММ», депутат Держдуми РФ (1994—1995).

### 24 березня
- Ліз Ассія, 94, швейцарська співачка, переможниця першого конкурсу пісні Євробачення (1956).
- Перерва Анатолій Антонович, 68, український журналіст та поет.

### 23 березня
- Філіп Керр, 62, британський письменник.
- Подубинський Андрій Миронович, 74, український актор театру та кіно.
- Зелл Міллер, 86, американський політик.

### 22 березня

українська співачка, фольклористка Віра Гамага

- Гамага Віра Степанівна, 80, українська співачка, фольклористка, Заслужена артистка України (2017).
- Рене Гаусман, 64, аргентинський футболіст, чемпіон світу.
- Дік Гембл, 89, канадський хокеїст.

### 20 березня
- Абдурахманова Дільбар Гулямівна, 81, узбецька диригентка, народна артистка СРСР.

### 19 березня

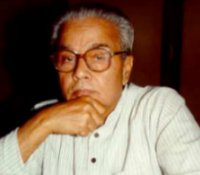
індійський поет та письменник Кедарнатх Сінґх

- Кедарнатх Сінґх, 83, індійський поет та письменник.
- Манукян Агасі Цолакович, 51, радянський і вірменський борець греко-римського стилю, чемпіон світу.
- Мухаметдінова Сагіда Хашимівна, 86, радянська передовиця виробництва, Герой Соціалістичної Праці.
- Стешенко Микола Володимирович, 90, український астрофізик, Академік Національної академії наук України (1997).
- Судан, 45, останній північний білий носоріг-самець.

### 18 березня
- Волошин Владислав Валерійович, 29, військовий льотчик Повітряних сил Збройних сил України, майор запасу.
- Мосолов Георгій Костянтинович, 91, радянський (російський) льотчик-випробувач, Герой Радянського Союзу (1960).
- Айвор Річард, 85, британський політик.

### 17 березня
- Фан Ван Кхай, 84, в'єтнамський державний діяч, прем'єр-міністр В'єтнаму у 1997—2006 роках.

### 16 березня
- Адріан Ламо, 37, відомий колумбійсько-американський хакер.

радянський, український і російський кінорежисер Олександр Павловський

- Павловський Олександр Ілліч, 70, радянський, український і російський кінорежисер, сценарист, заслужений діяч мистецтв України (1994).
- Іларій (Шишківський), 48, архієрей Української православної церкви Московського патріархату, єпископ Макарівський, вікарій Київської митрополії, ректор Катехизаторсько-регентського духовного училища та іконописної школи Київської єпархії.

### 15 березня
- Кузнецова Ольга Іванівна, акторка Миколаївського академічного українського театру драми і музичної комедії, Заслужена артистка України[50].
- Мамутов Валентин Карлович, 90, український учений-юрист, дійсний член НАН України.

### 14 березня

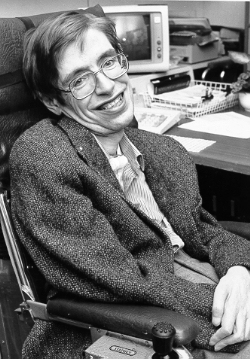
Стівен Гокінг — фізик-теоретик

- Ставицький Володимир Миколайович, 60, український актор і теле-радіоведучий.
- Рубен Гальван, 65, аргентинський футболіст.
- Стівен Гокінг, 76, фізик-теоретик, відомий своїми дослідженнями в астрофізиці, зокрема теорії чорних дір, популяризатор наукових знань.

### 13 березня
- Квініхідзе Леонід Олександрович, 80, радянський і російський кінорежисер[51].

### 12 березня

український телеведучий, Заслужений журналіст України Олесь Терещенко

- Терещенко Олесь Володимирович, 43, український телеведучий Першого національного телеканалу, Заслужений журналіст України.

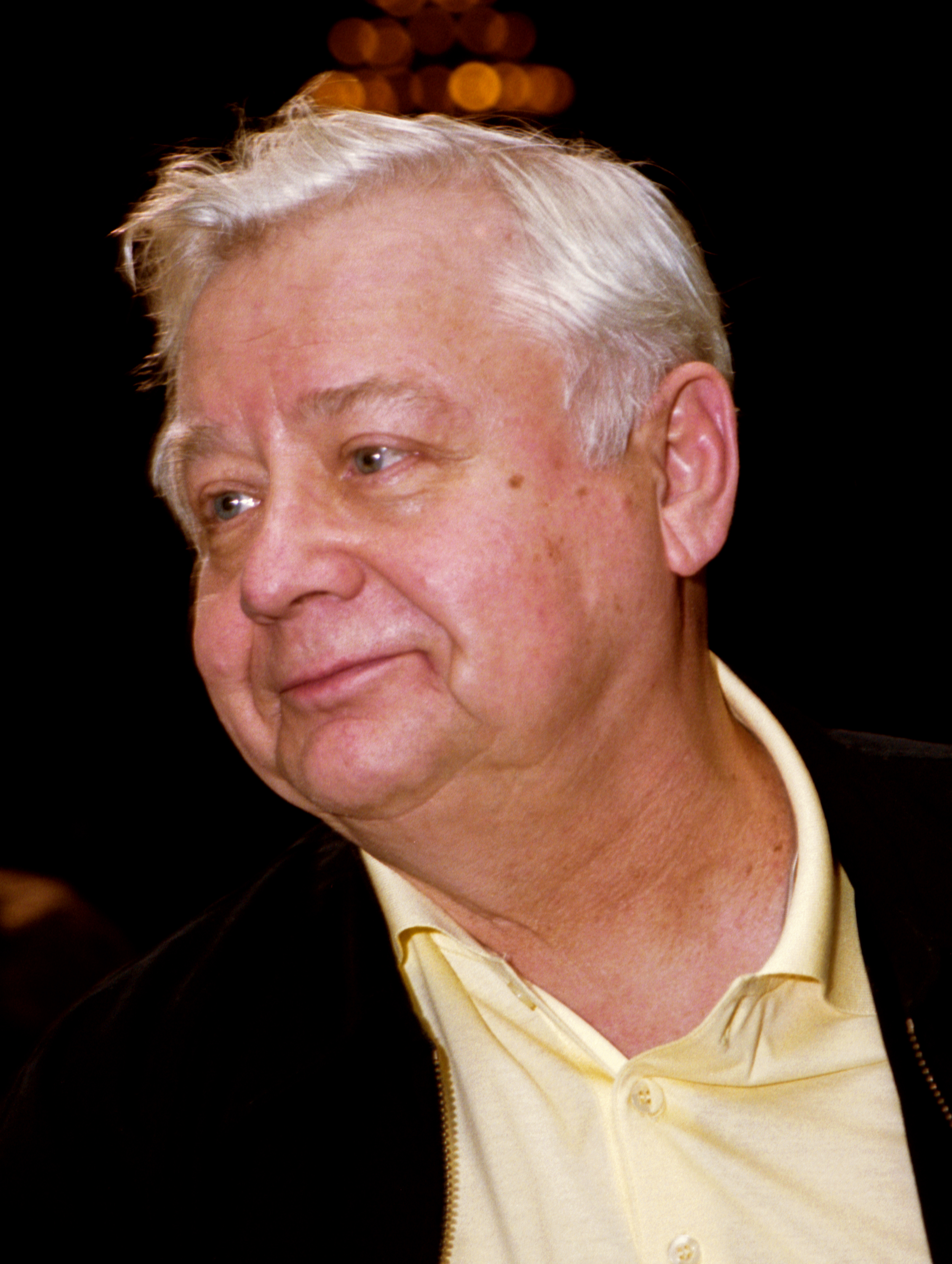
російський актор та режисер Олег Табаков

- Табаков Олег Павлович, 82, російський актор, режисер, Народний артист СРСР (1988), академік Академії мистецтв Росії (2000).
- Ягода Мирослав, 61, український художник, поет, сценограф.

### 11 березня
- Альба Арнова, 87, італійська акторка, балерина.
- Мері Розенблум, 65, американська письменниця у жанрі наукової фантастики. [Архівовано 15 березня 2018 у Wayback Machine.]

### 10 березня
- Голубовська Валентина Степанівна, 79, радянська і українська мистецтвознавиця та краєзнавиця[52].
- Юбер де Живанші, 91, французький модельєр, засновник модного дому Givenchy (1952)[53].
- Репенко Володимир Григорович, 82, український актор, Заслужений артист України, артист Полтавського академічний обласний український музично-драматичний театр ім. М. Гоголя[54]

### 9 березня
- Величко Валентин Володимирович, 73, білоруський дипломат, Надзвичайний і Повноважний Посол Республіки Білорусь в Україні (2001—2016).
- Джон Салстон, 75, британський біолог, лауреат Нобелівської премії в області медицини і фізіології (2002).
- Чон Чє Сон, 35, корейський бадмінтоніст, олімпійський медаліст.

### 8 березня
- Кейт Вільгельм, 89, американська письменниця.
- Вілсон Гарріс, 96, гаянський письменник.
- Милко Келемен, 93, хорватський композитор.

### 7 березня
- Рейнальдо Біньйоне, 90, аргентинський військовик та політик, самопроголошений президент Аргентини у 1982—1983 рр.

### 6 березня
- Зуб Віталій Микитович, 89, футболіст та футбольний тренер. Майстер спорту СРСР (1960), Заслужений тренер України (1969).
- Пітер Нікколз, 79, австралійський літературознавець та критик.
- Онищенко Володимир Анатолійович, 69, український художник-кераміст.

### 5 березня
- Чембержі Михайло Іванович, 73, український композитор, педагог, заслужений діяч мистецтв України (1993), народний артист України (1997)

### 4 березня
- Давід Асторі, 31, італійський футболіст, захисник клубу «Фіорентина» та національної збірної Італії.
- Гончаренко Владлен Гнатович, 87, український юрист, педагог, професор, академік Національної академії правових наук України.

### 3 березня
- Роджер Банністер, 88, британський легкоатлет–бігун і лікар-невролог.

### 2 березня
- Штихов Георгій Васильович, 90, білоруський археолог.

### 1 березня
- Луїджі Тавері, 88, швейцарський мотогонщик, триразовий чемпіон світу.

## Лютий

### 28 лютого

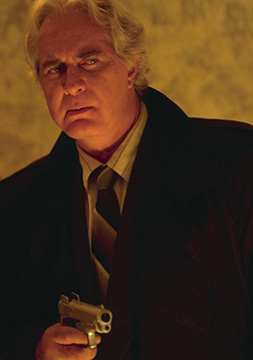
мексиканський актор Рохеліо Герра

- Рохеліо Герра, 81, мексиканський актор театру і кіно, а також майстер дубляжу

### 27 лютого
- Авраменко Олег Євгенович, 50, український письменник-фантаст.
- Кіні, 68, іспанський футболіст.

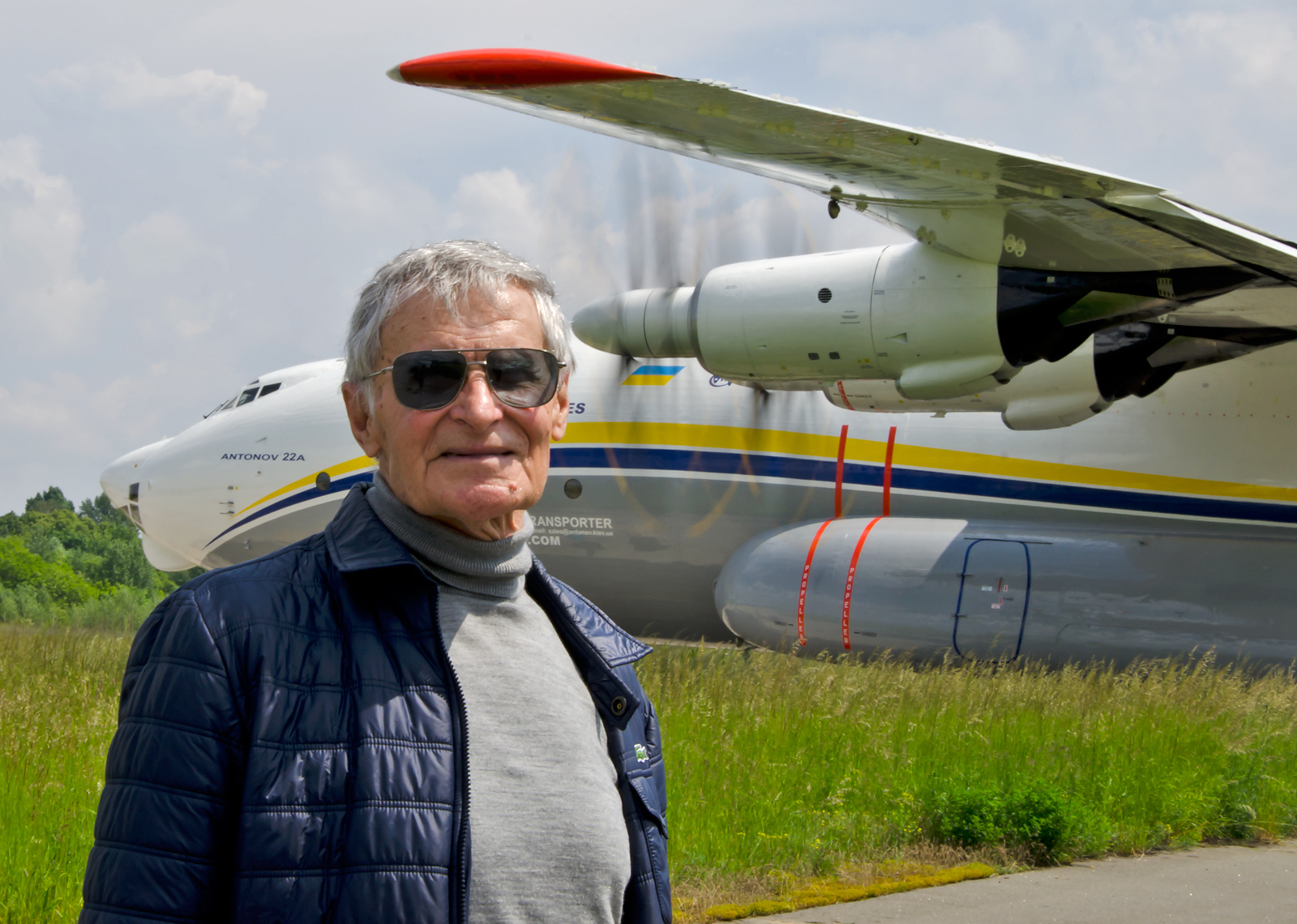
український льотчик-випробувач Юрій Курлін

- Курлін Юрій Володимирович, 88, український льотчик-випробувач, Герой Радянського Союзу (1966).

### 25 лютого
- Маленький Ігор Мирославович, 55, український поет, перекладач, літературознавець.
- Ян Кучяк, 24, словацький журналіст, вбивство.

### 22 лютого
- Решетников Анатолій Георгійович, 94, український актор, Народний артист України (1966), лауреат Державної премії України ім. Т. Г. Шевченка (1983).

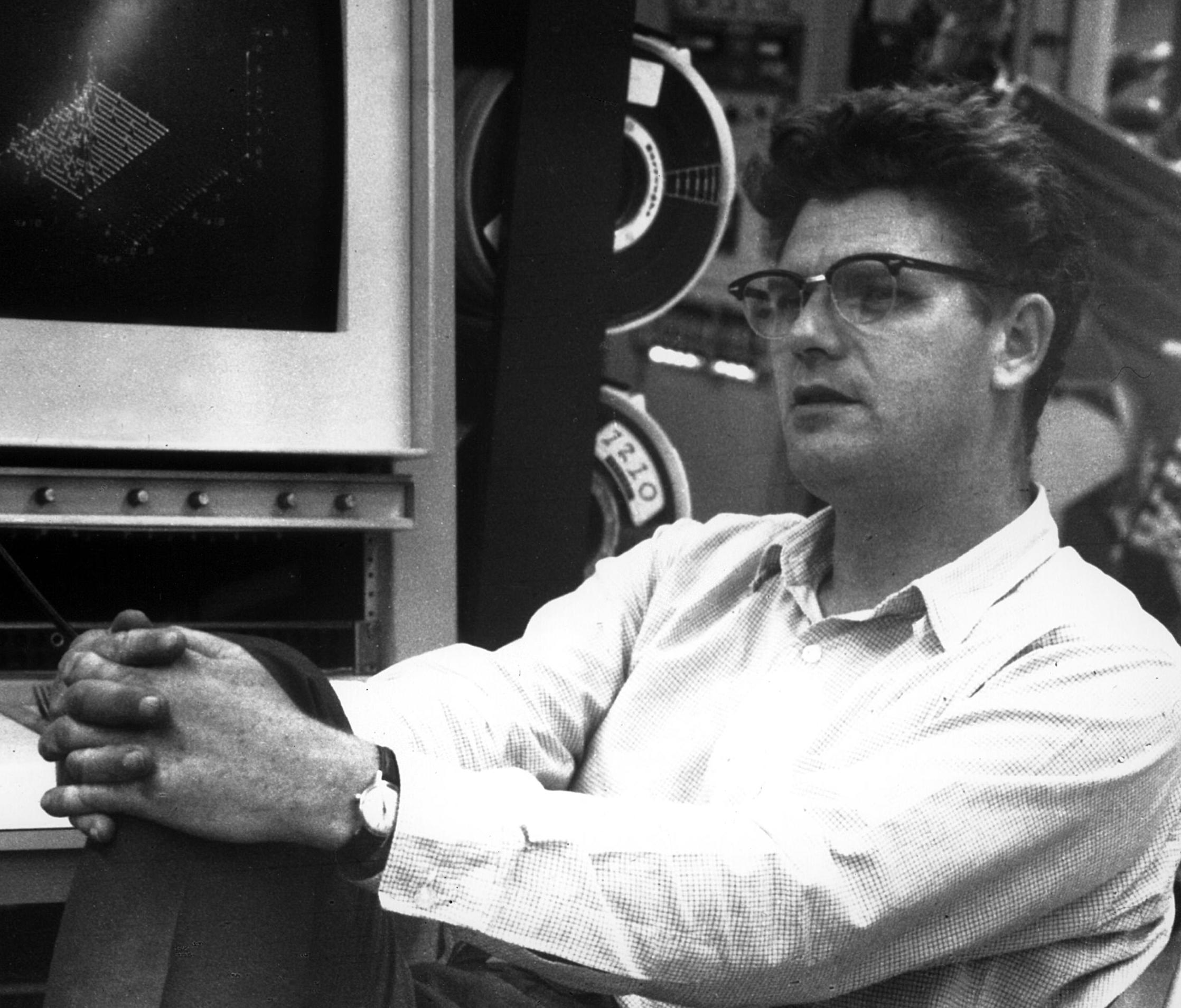
канадо-американський фізик, лауреат Нобелівської премії з фізики Річард Тейлор

- Річард Тейлор, 88, канадо-американський фізик, лауреат Нобелівської премії з фізики 1990 року.

### 21 лютого
- Біллі Грем, 99, американський релігійний і громадський діяч, євангеліст-християнин, служитель баптистської церкви, духовний порадник багатьох президентів США.

### 19 лютого
- Тоніно Дзангарді, 60, італійський режисер, сценарист та письменник[55].
- Литвинов Сергій Миколайович, 60, радянський легкоатлет, метальник молоту, олімпійський чемпіон (1988) та дворазовий чемпіон світу.
- Тюкалов Юрій Сергійович, 87, радянський академічний веслувальник, дворазовий олімпійський чемпіон, шестиразовий чемпіон Європи, заслужений майстер спорту СРСР.

### 18 лютого
- Гюнтер Блобель, 81, американський біолог німецького походження, лауреат Нобелівської премії з фізіології або медицини 1999 року.
- Реін Агас, 51, естонський географ.

### 15 лютого
- Ніжнікова Тамара Миколаївна, 92, оперна співачка, народна артистка СРСР.
- Лессі Лу Агерн, 97, американська кіно- і телеакторка.

### 14 лютого
- Бочек Петро Семенович, 92, молодший лейтенант Радянської Армії, полковник міліції, учасник Німецько-радянської війни, Герой Радянського Союзу.

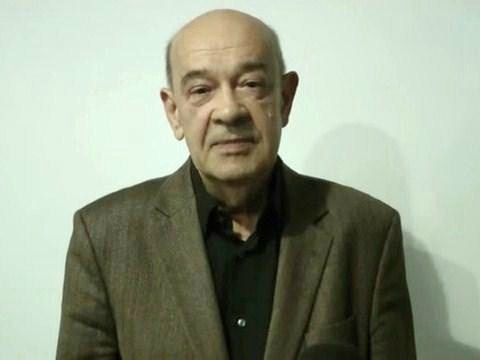
польський кінорежисер Антоні Краузе у 2012 році

- Антоні Краузе, 78, польський кінорежисер.

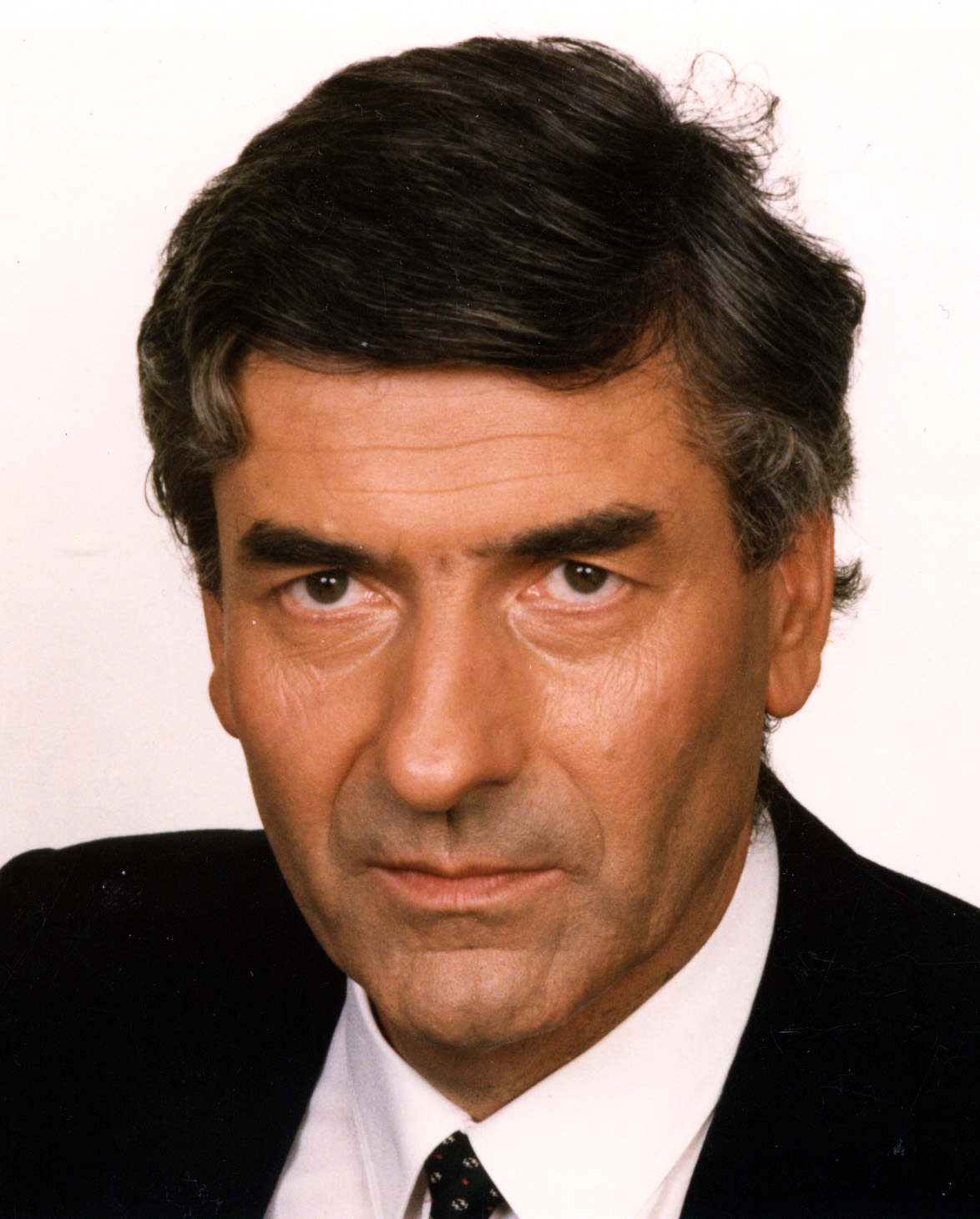
Прем'єр-міністр Нідерландів (1982—1994) Рууд Любберс у 1985 році

- Рууд Любберс, 78, нідерландський політик, прем'єр-міністр Нідерландів з 1982 до 1994.
- Морган Цвангіраї, 65, зімбабвійський політик, прем'єр-міністр країни (2009—2013), захисник прав людини та голова Руху за демократичні зміни.

### 13 лютого
- Жозеф Боннель, 79, французький футболіст (півзахисник), тренер.
- Добрі Добрев, 103, болгарський філантроп.

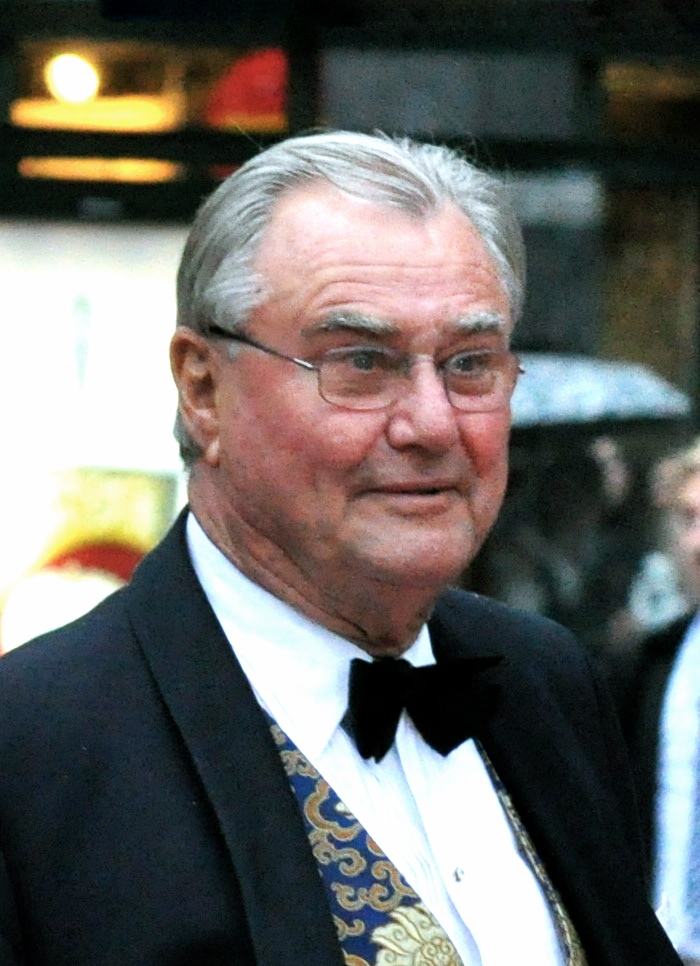
Принц Хенрік Данський у 2010 році

- Принц Хенрік Данський, 83, данський державний, військовий і громадський діяч, чоловік королеви Данії Маргрете II.

### 12 лютого
- Копеліович Олександр Ілліч, 73, радянський та український фізик, громадський діяч. [Архівовано 18 лютого 2018 у Wayback Machine.]

### 10 лютого
- Попович Мирослав Володимирович, 87, український філософ, академік НАН України.

### 9 лютого

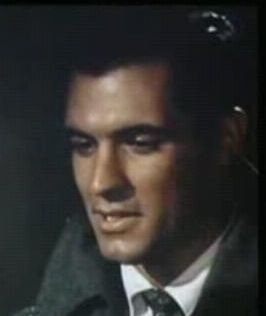
американський актор Джон Гевін

- Джон Гевін, 86, американський кіноактор, колишній посол Сполучених Штатів в Мексиці[56].
- Голембієвська Тетяна Миколаївна, 81, українська художниця, педагогиня, професор Національної академії образотворчого мистецтва і архітектури.
- Йоганн Йоганнссон, 48, ісландський композитор.
- Коваль Микола Петрович, 71, український співак (баритон), педагог, Народний артист України (1999).

### 8 лютого
- Бузилевич Олександр Вікторович, 76, радянський, українській кінооператор, член Спілки кінематографістів України.

### 6 лютого
- Луста Володимир Вікторович, 57, український діяч, колишній голова Миколаївської обласної ради (2015 р.).
- Ігор Слюсарчук, 28, український боєць змішаного стилю контактних єдиноборств, перший Заслужений майстер спорту України з фрі-файту, дворазовий Чемпіон світу, семиразовий та непереможний володар Поясу Чемпіона дивізіону Еліта[57]

### 4 лютого
- Алан Бейкер, 78, англійський математик, член Лондонського королівського товариства.
- Краснопольський Леонід Ігорович, 46, український підприємець, дизайнер одягу, волонтер російсько-української війни.

### 3 лютого
- Карой Палотаї, 82, угорський футболіст і футбольний арбітр, олімпійський чемпіон (1964).
- Філіпов Роман Миколайович, 33, російський льотчик, майор Повітряно-космічних сил РФ; загинув у Сирії.

### 2 лютого
- Джозеф Полчинскі, 63, американський фізик, професор Каліфорнійського університету (Санта-Барбара), лауреат Breakthrough Prize.

### 1 лютого
- Денніс Едвардс, 74, американський співак (The Contours, The Temptations).
- Борис Кіт, 107, білоруський громадський діяч, викладач, математик, відомий фізик, конструктор американської ракетної техніки.

## Січень

### 31 січня

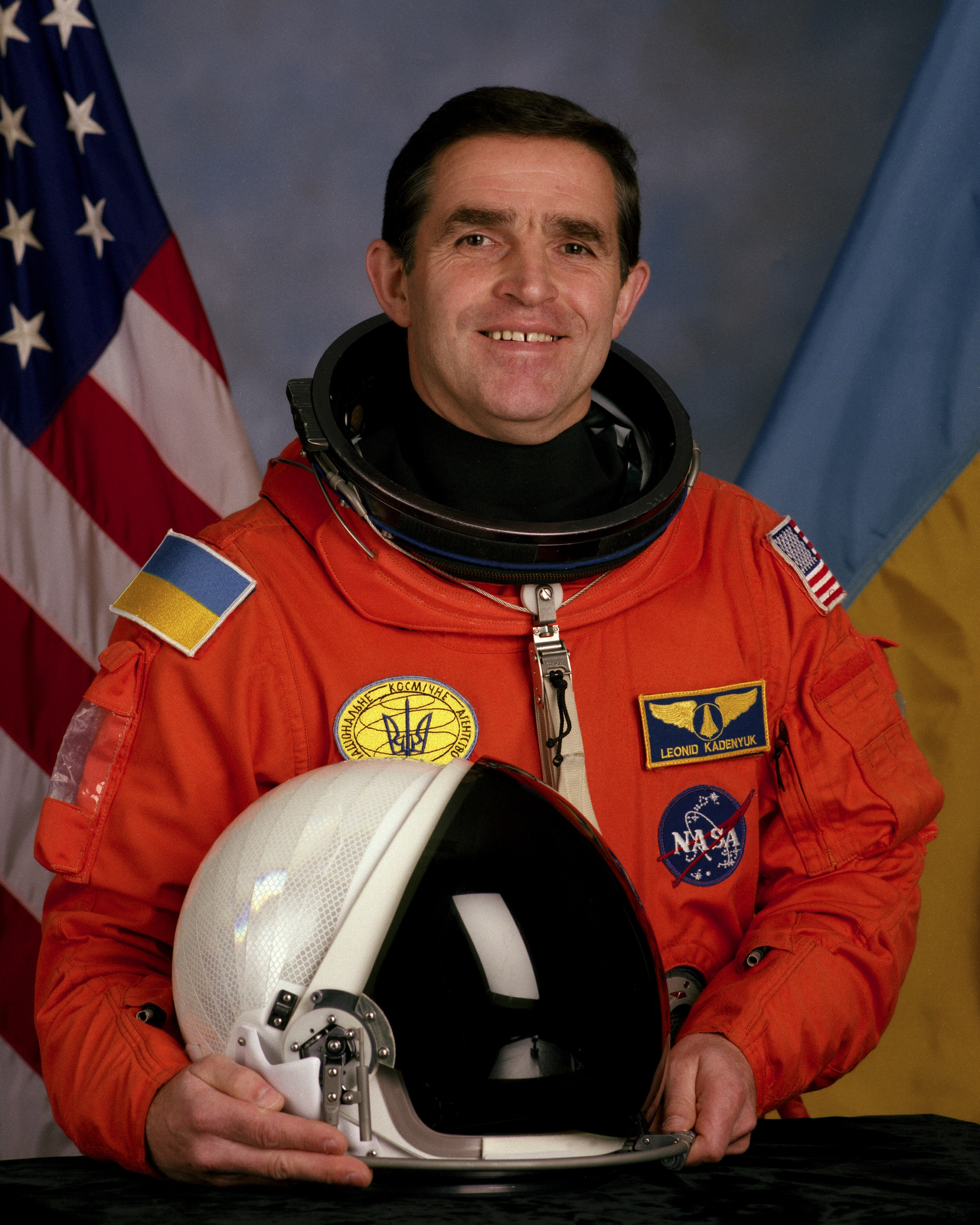
український астронавт Леонід Каденюк

- Хаїм Гурі, 94, ізраїльський поет, журналіст, режисер документального кіно.
- Єжи Єдліцький, 87, польський історик ідей. [Архівовано 19 лютого 2019 у Wayback Machine.]
- Леонід Каденюк, 67, перший астронавт незалежної України[58].
- Рєзников Анатолій Ізраїлевич[ru], 77, радянський режисер мультиплікаційних фільмів, лауреат Державної премії СРСР за твори літератури і мистецтва для дітей (1985)[59].

### 30 січня
- Адзельйо Вічіні, 84, італійський футболіст, футбольний тренер.

### 29 січня

український архітектор, лауреат Шевченківської премії (1987) Сергій Михайлович Фурсенко

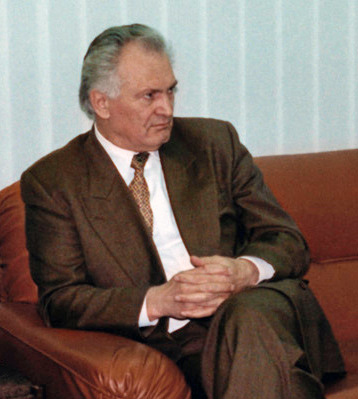
прем'єр-міністр Республіки Молдова (1997—1999) Йон Кіндратович Чубук

- Фурсенко Сергій Михайлович, 80, український архітектор, лауреат Шевченківської премії 1987 року і Державної премії СРСР 1989 року[60].
- Йон Чубук, 74, молдовський політик, колишній прем'єр-міністр Республіки Молдова. [Архівовано 29 січня 2018 у Wayback Machine.]

### 28 січня
- Граужис Олег Олександрович, 73, архітектор, який керував відновленням Успенського собору Києво-Печерської лаври. [Архівовано 4 лютого 2018 у Wayback Machine.]
- Джин Шарп, 90, професор політології (США), автор робіт про ненасильницьке протистояння.

### 27 січня

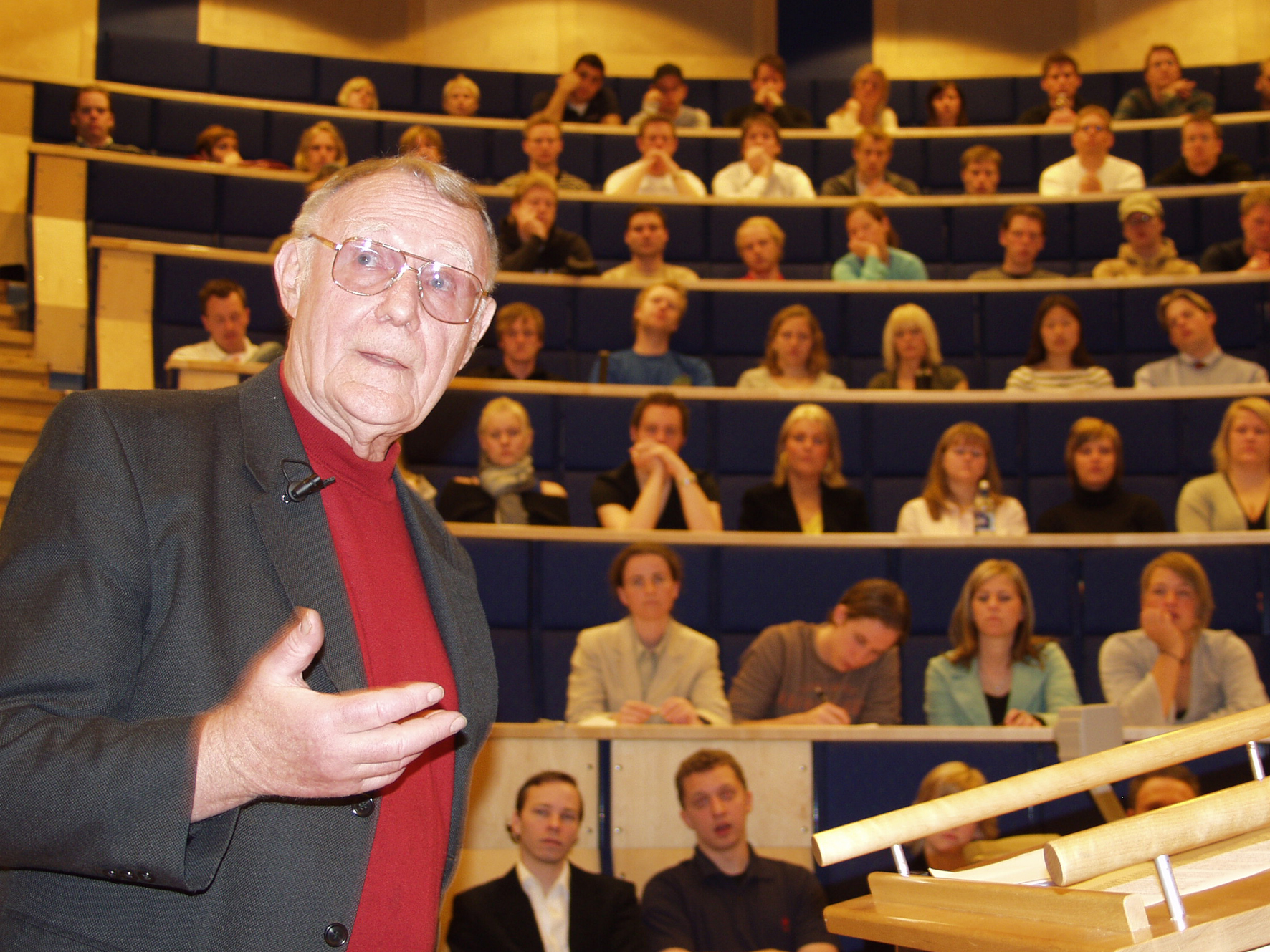
шведський підприємець Інґвар Феодор Кампрад

- Інґвар Феодор Кампрад, 91, шведський підприємець, засновник міжнародної приватної компанії IKEA, що займається виробництвом та продажем меблів та речей для дому.
- Олексіюк Сергій Сергійович, 58, український політик, колишній народний депутат.
- Крижицький Сергій Дмитрович, 85, український вчений-археолог, член-кореспондент Національної академії наук України (1990), доктор архітектури (1980), лауреат Державної премії України в галузі науки і техніки (2002)[61], Державної премії України в галузі архітектури (2007)[62].

### 26 січня
- Елізабет Гоулі, 94, американська журналістка, хронікерка гімалайських альпіністських експедицій.
- Счастлівий Геннадій Григорович, 88, український вчений у галузі електромеханіки та енергетичного електромашинобудування.

### 25 січня
- Сенчина Людмила Петрівна, 67, радянська і російська співачка, сопрано, Заслужена артистка Росії (2002).

співачка Людмила Сенчина

- Шевелуха Віктор Степанович, 89, російський учений, письменник, журналіст.

### 24 січня
- Міхал Анемподистов, 53, білоруський фотограф, поет, перекладач та публіцист. [Архівовано 25 січня 2018 у Wayback Machine.]
- Кочергіна Віра Олександрівна, 93, російська мовознавиця.
- Олександр Кублінський, 81, латиський композитор.
- Марк Едвард Сміт, 60, вокаліст британської групи The Fall. [Архівовано 30 січня 2018 у Wayback Machine.]

### 23 січня
- Алімов Алі Османович, 90, кримськотатарський хореограф, засновник і беззмінний керівник кримськотатарського фольклорного ансамблю «Учан-Су», заслужений артист України.

### 22 січня
- Джиммі Армфілд, 82, англійський футболіст, захисник; футбольний тренер та експерт.

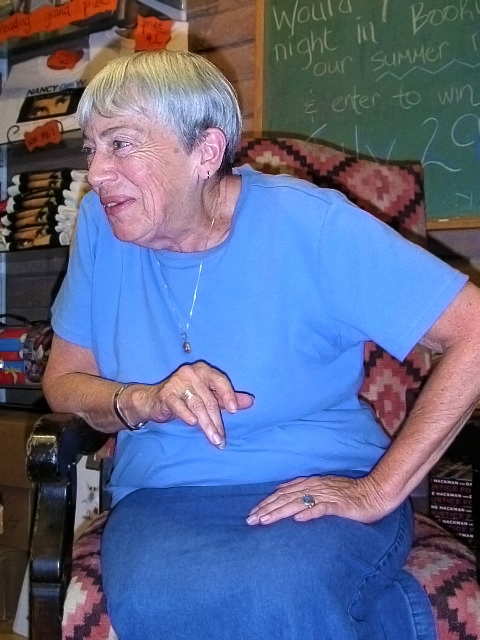
американська письменниця-фантаст Урсула Ле Гуїн

- Урсула Ле Гуїн, 88, американська письменниця-фантастка, літературна критикиня та перекладачка фантастики.

### 21 січня
- Філіпп Гонде, 75, французький футболіст, що грав на позиції нападника.
- Гулак Сергій Григорович, 61, український парашутист, тренер збірної України з парашутного спорту. [Архівовано 21 січня 2018 у Wayback Machine.]
- Хосака Цукаса, 80, японський футболіст, що грав на позиції воротаря; футбольний тренер.

### 20 січня
- Поль Бокюз, 91, французький шеф-кухар і ресторатор, один з найбільш відомих кухарів XX століття.
- Джим Родфорд, 76, британський музикант (The Kinks, The Zombies).
- Фредо Сантана, 27, американський репер.

### 19 січня
- Уте Бок, 75, австрійська педагогиня, відома проєктами допомоги біженцям.

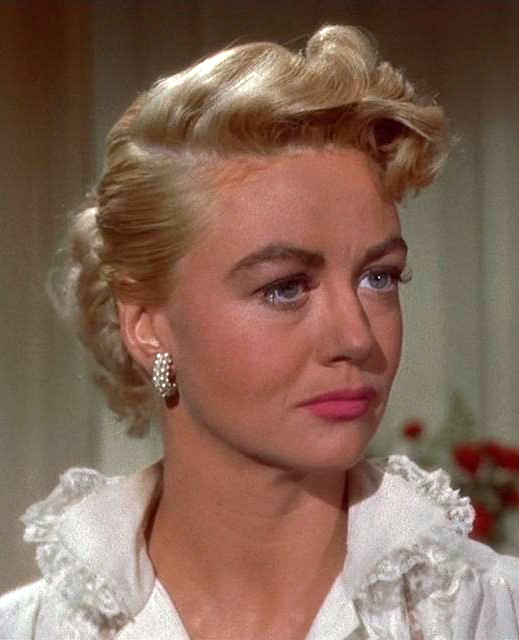
американська актриса Дороті Мелоун

- Дороті Мелоун, 92, американська акторка, лауреатка премії «Оскар» у 1957 році[63].

### 18 січня

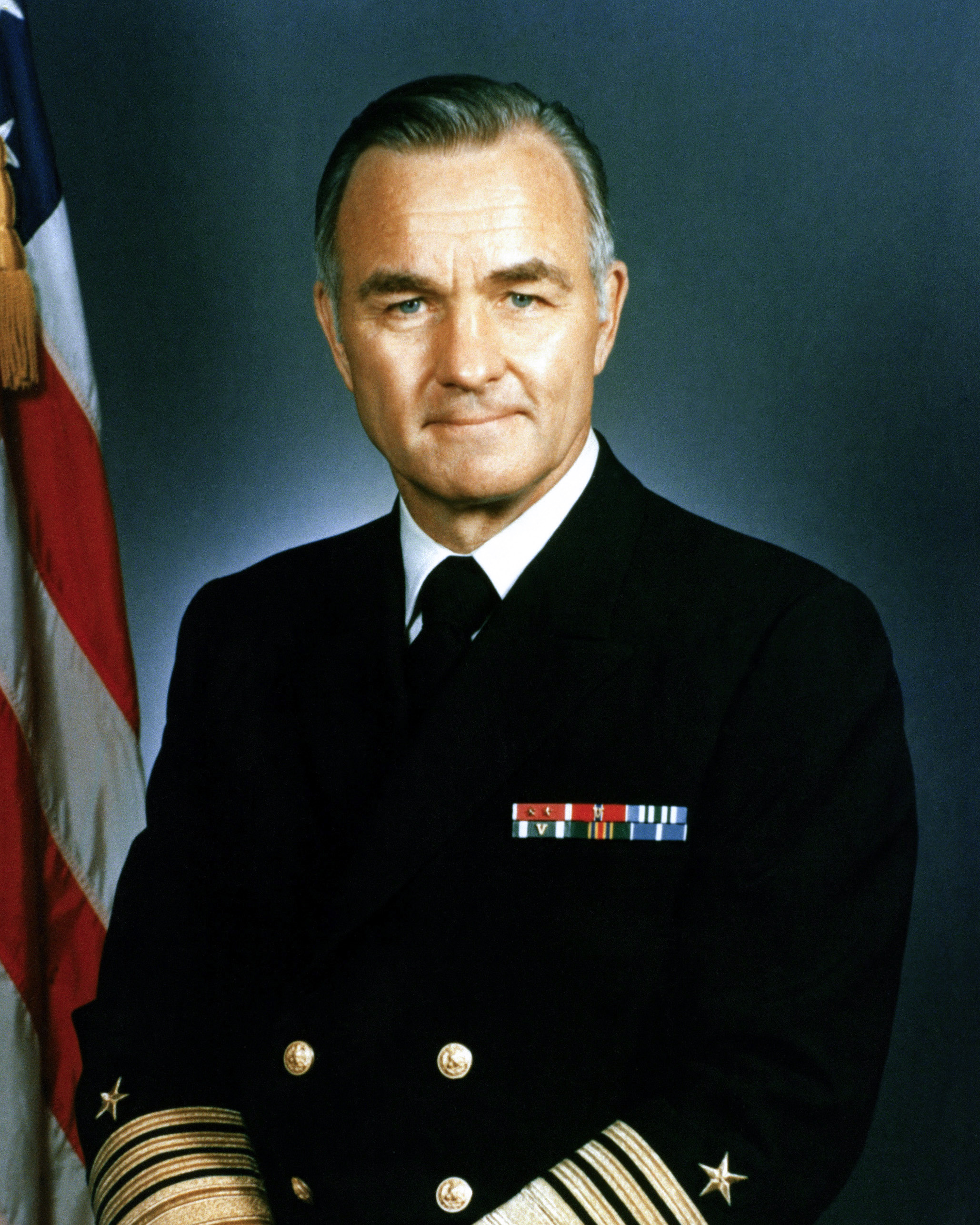
адмірал Стенсфілд Тернер

- Кияк Тарас Романович, 73, український вчений-мовознавець, громадський та політичний діяч.
- Пітер Мейл, 78, англійський письменник.
- Стекляр Борис Юхимович, 94, полковник КДБ СРСР, в 40—50 роках XX століття один з головних фахівців боротьби з Українською повстанською армією на Рівненщині.
- Стенсфілд Тернер, 94, американський адмірал, директор Центральної розвідки США (1977—1981).
- Щербак Микола Петрович, 93, український геолог, фахівець в галузі петрології, мінералогії та ізотопної геохронології докембрійських формацій.

### 17 січня
- Deso Dogg, 42, німецький репер, учасник громадянської війни в Сирії, боєць і пропагандист Ісламської держави Іраку і Леванту; вбитий.
- Дудка Сергій Михайлович, 61, український кінорежисер, член Національної спілки кінематографістів України.

### 16 січня
- Витвицький Андрій Ярославович («Спікер»), 30, учасник Революції Гідності, доброволець АТО; загинув внаслідок розриву міни.
- Бредфорд Діллман, 87, американський кіно- і телеактор. [Архівовано 19 січня 2018 у Wayback Machine.]

### 15 січня

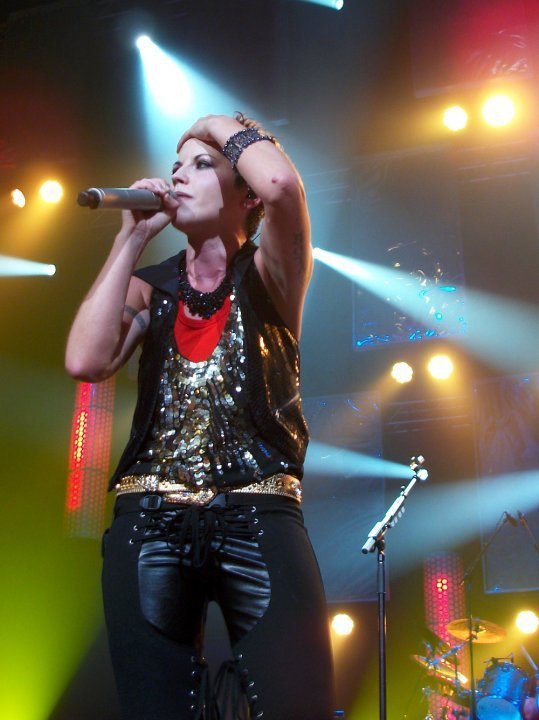
Долорес О'Ріордан

- Анпілов Віктор Іванович, 72, російський громадський і політичний діяч, голова виконавчого комітету руху «Трудова Росія». [Архівовано 16 січня 2018 у Wayback Machine.]
- Долорес О'Ріордан, 46, ірландська співачка, вокалістка гурту The Cranberries (1990—2003, 2009—2017).

### 14 січня
- Ден Герні, 86, американський автогонщик (24 години Ле-Мана, Формула 1, IndyCar, NASCAR). [Архівовано 19 січня 2018 у Wayback Machine.]
- Макс Лабович, 93, канадський хокеїст, що грав на позиції крайнього нападника.

### 13 січня
- Вальтер Шустер, 88, австрійський гірськолижник, олімпійський медаліст.

### 11 січня
- Вайспапір Аркадій Мойсейович, 96, останній учасник повстання в концтаборі «Собібор» у жовтні 1943 року.
- Едгар Рей Кіллен[en], 92, один із лідерів Ку-клукс-клану у 1960-х роках у США

### 10 січня
- Державін Михайло Михайлович, 81, радянський, російський актор театру і кіно.

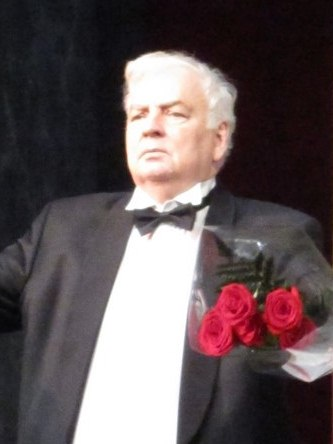
Михайло Михайлович Державін у 2011 році

- Едді Кларк, 67, британський музикант, гітарист і співак, учасник хеві-метал груп Motörhead і Fastway.

### 9 січня
- Аврорін Євген Миколайович, 85, радянський та російський вчений, фізик-теоретик.
- Ведерников Олександр Пилипович, 90, радянський оперний співак (бас), соліст Великого театру, народний артист СРСР.
- Томмі Лоуренс, 77, шотландський футболіст, що грав на позиції воротаря.
- Теренс Марш, 86, британський художник-постановник, дворазовий володар кінопермії «Оскар».
- Одвар Нордлі, 90, прем'єр-міністр Норвегії (1976—1981).

### 8 січня
- Станіслав Волязловський, 46, український художник (Херсон), перформансіст, відеограф, нонконформіст.
- Хуан Карлос Гарсія, 29, гондураський футболіст, захисник національної збірної Гондурасу.
- Шон Карр, 49, рок-музикант та лідер британської групи «Death Valley Screamers», колишній чоловік Євгенії Тимошенко[64].

Музикант Шон Карр

- Коноваленко Тетяна Ігорівна, 33, українська поетеса, членкиня Національної спілки письменників України.
- Джордж Максвелл Річардс, 86, президент Тринідаду і Тобаго (2003—2013).

### 7 січня

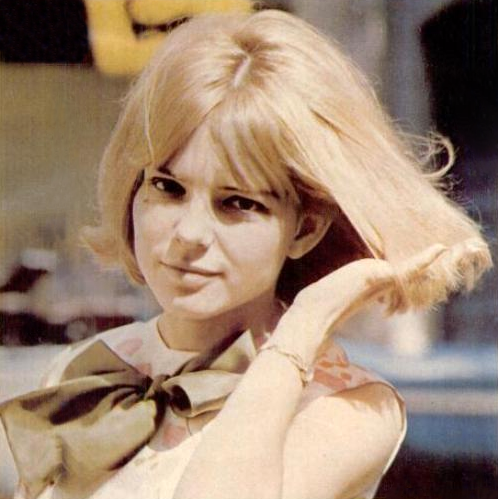
французька співачка Франс Галль

- Франс Галль, 70, французька співачка, переможниця конкурсу Євробачення 1965 року, вдова Мішеля Берже.

### 5 січня
- Антоніо Анджелілло, 80, аргентинський та італійський футболіст (нападник), тренер.
- Сокірко Віктор Володимирович, 79, радянський і російський дисидент, правозахисник, уродженець Харкова.

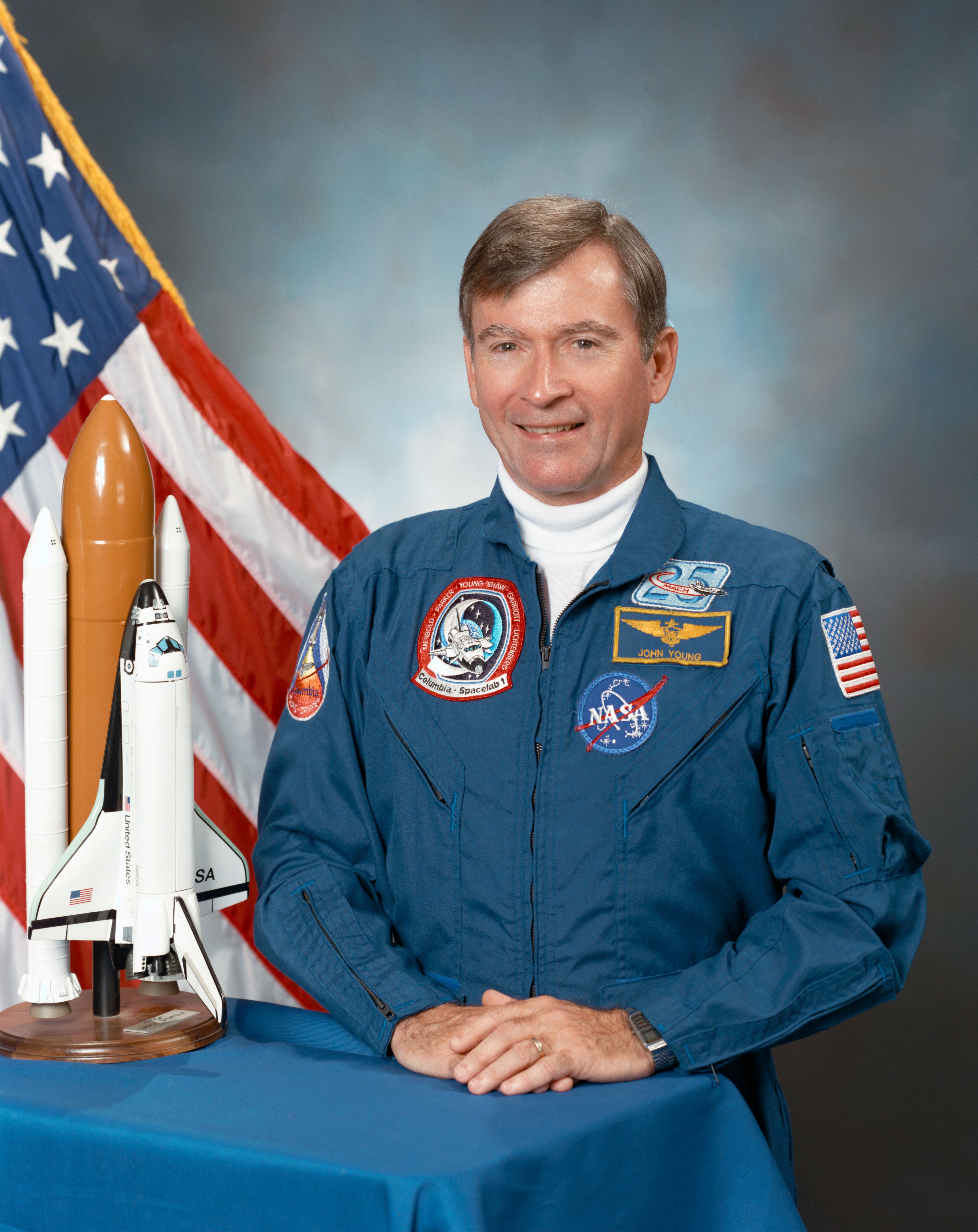
астронавт Джон Янг

- Джон Янг, 87, астронавт США[65].

### 4 січня
- Аарон Аппельфельд, 85, ізраїльський письменник.
- Боголіб Тетяна Максимівна, 57, українська економістка, педагогиня.
- Чухрай Петро Павлович, 67, громадський діяч, бандурист—віртуоз, соліст і концертмейстер Національного оркестру народних інструментів України, народний артист України.

### 3 січня
- Чалідзе Валерій Миколайович, 79—80, російський фізик, публіцист, активний радянський правозахисник; американський видавець, редактор, історик, автор численних публікацій.
- Шарпанський Юхим Олександрович, 77, український спортивний журналіст. [Архівовано 4 лютого 2018 у Wayback Machine.]
- Майя Шахбердиєва, 87, туркменська оперна співачка (колоратурне сопрано), педагогиня, Народна артистка СРСР.

### 2 січня
- Томас Монсон, 90, шістнадцятий президент-пророк Церкви Ісуса Христа Святих останніх днів.

### 1 січня
- Горбач Павло Михайлович, 75, радянський та російський архітектор[66].
- Джон Пол Стюер[en], 33, американський актор, відомий за серіалом «Зоряний шлях»[67].
- Разуаль Батлер — американський баскетболіст.